# Chiesa di San Francesco d'Assisi (Palermo)

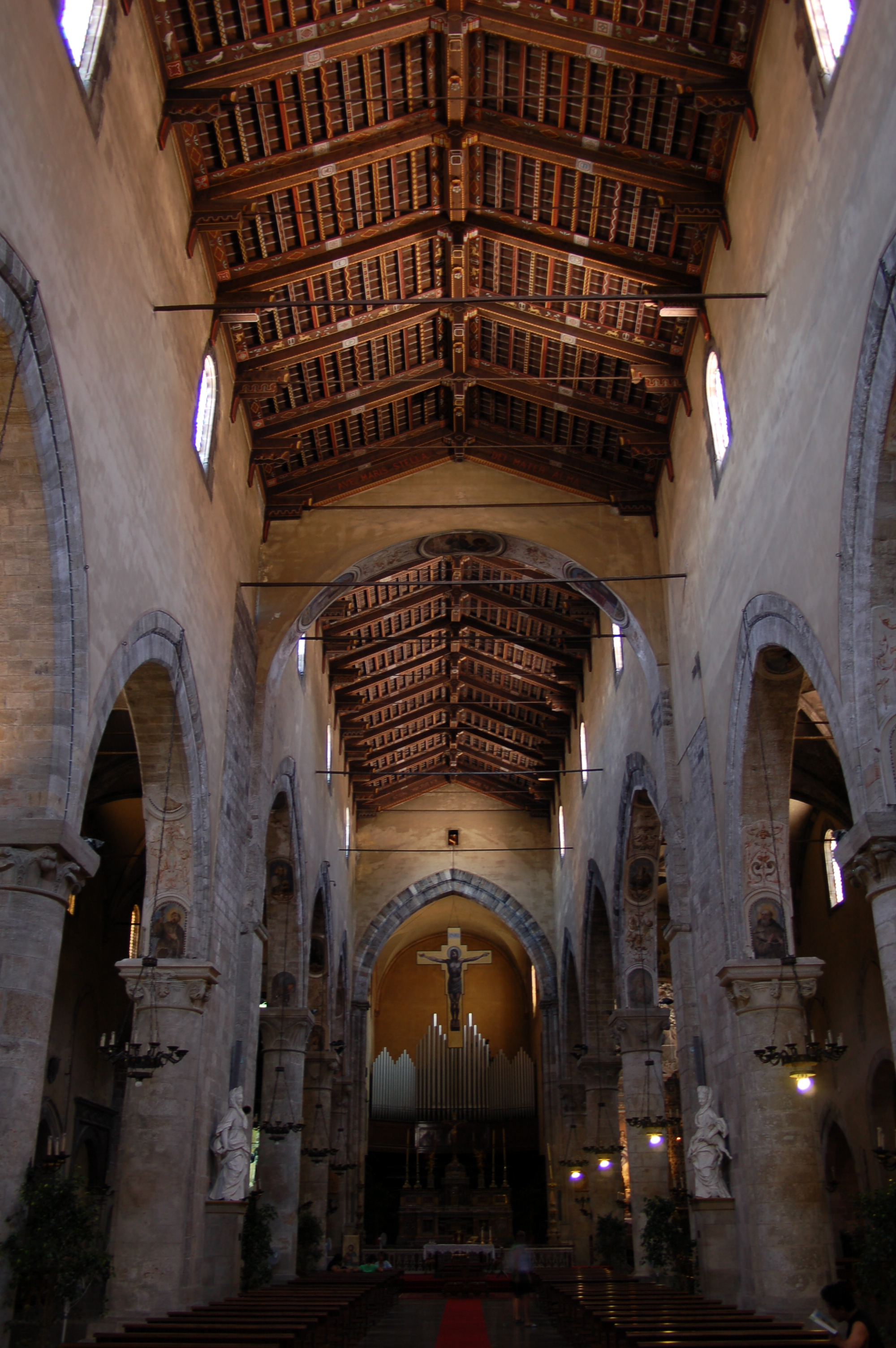
L'interno.

La Basilica di San Francesco d'Assisi è un luogo di culto cattolico del centro storico di Palermo ubicato nel mandamento della Kalsa o Tribunali nei pressi di corso Vittorio Emanuele. Ha la dignità di basilica minore.
Il complesso monumentale nelle prime guide cittadine è noto come real chiesa di San Francesco d'Assisi e convento francescano dei Frati Minori Conventuali localmente detti «de' Chiodari».

## Storia

### Origini epoca sveva
Nel 1224, lo storiografo, biografo, letterato Vadingo riporta la fondazione del primo convento in prossimità delle mura della città, san Francesco d'Assisi è ancora vivente. Gli ecclesiastici locali col sostegno dei Saraceni cacciano i frati da Palermo. I francescani riparano in continente e riferiscono l'episodio a Papa Gregorio IX a Viterbo. Con un breve apostolico il Papa ordina la riedificazione della struttura all'arcivescovo Landone di Messina, approfittando dell'assenza temporanea del titolare palermitano Berardo di Castagna, amico intimo e fedele dell'imperatore Federico II di Svevia, impegnato ad accompagnare il sovrano in Germania.
- XIII secolo, Impianto svevo - angioino:
  - 1235, Tornati i frati col permesso papale, erigono un nuovo convento utilizzando una torre diroccata come campanile, primitiva fortificazione denominata Maniace dal nome del condottiero al servizio dell'imperatore Michele IV il Paflagone durante la dominazione bizantina.
  - 1239, Causa dissidi col Pontefice, l'Imperatore Federico II di Svevia decreta la distruzione dell'edificio che rimane in rovina.
  - 1255, Scomparso il sovrano da alcuni anni, Fra Ruffino Gorgone da Piacenza, vicario generale in Sicilia, penitenziere apostolico, cappellano di Papa Alessandro IV, riceve la licenza con la quale affida il compito al vescovo di Malta Ruggieri di Cefalù. I lavori della costruzione della chiesa iniziano per essere perfezionati sotto il regno di Carlo I d'Angiò.

### Epoca aragonese
- XIV secolo, Impianto Chiaramontano:
  - 1302, Fabbrica del portale maggiore in stile gotico chiaramontano e del prospetto anteriore patrocinata da Manfredi I Chiaramonte.[6]
- XV secolo, Francesco Laurana e la scuola dei Gagini:
  - 1441, Costruzione della "Cappella Senatoria" dedicata all'Immacolata Concezione eretta da Giovanni Filangieri e Giovanni Ventimiglia.
  - 1458 - 1471, Costruzione e ingrandimento del "Cappellone" e altare maggiore per opera di Pietro Speciale signore di Alcamo e Calatafimi.
  - 1475, Costruzione della "Cappella di San Francesco" di Cristofaro de Benedetto.

Gli interventi relativi alle tre absidi comportano l'allungamento e il conseguente ingrandimento delle navate e del corpo centrale dell'edificio. Sono realizzati i portali e le diverse cappelle in stile gotico e rinascimentale, tra cui la "Cappella Mastrantonio", prima manifestazione del Rinascimento siciliano. Numerosi sono gli esponenti, presenti in basilica con capolavori, appartenenti alle correnti lombardo-ticinese, toscano-carrarese, veneto-dalmata e alle scuole siciliane che hanno avuto la ventura di formarsi e operare presso le rinomate corti delle città d'arte italiane e straniere: Antonio di Belguardo, Antonio Scaglione, Giuseppe Giacalone, Francesco Laurana, Pietro de Bonitate, Gabriele di Battista, Domenico Pellegrino, Iacopo de Benedetto, Domenico Gagini, Antonello Gagini, Antonio Gagini, Giacomo Gagini, Giuliano Mancino, Antonio Berrettaro, Antonello Crescenzio, Cesare da Sesto, Mariano Smiriglio e Vincenzo da Pavia.

### Epoca spagnola
- XVI secolo, il Rinascimento siciliano:
  - 1506, Costruzione della "Cappella di San Giorgio" commissionata dalla comunità genovese, corrispondente ai locali dell'attuale vestibolo della sacrestia, con accesso dal chiostro settentrionale del Convento.
  - 1518 e 1531, Le strutture ospitano sessioni straordinarie del Parlamento Generale di Sicilia.
  - 1523 - 1531, Leonardo Ventimiglia come guardiano del convento e per due volte ministro provinciale dell'ordine dei frati minori conventuali, dota la chiesa di un organo opera dei fratelli Giovanni e Paolo Gili (1515 - 1524) con pitture di Antonello Crescenzio e commissiona il ciborio del Santissimo Sacramento.
  - 1548, Il restauro dei soffitti prevede una volta centrale in stile gotico italiano, è disposta la struttura per le volte a crociera con costoloni in luogo delle capriate scoperte.
- XVII secolo, Manierismo e Barocco:
  - 1627, Il coro è posto dietro l'altare maggiore.
  - 1633, L'interno della chiesa è decorato con stucchi e affreschi di Pietro Novelli e Gerardo Astorino. La "Cappella dell'Immacolata" è arricchita di marmi policromi, statue, intarsi.
- XVIII secolo, Barocco siciliano e Rococò:
  - 1723, Lo spazio è diviso in tre navate suddivise da 14 colonne. Di alcune di esse, per assicurare maggiore stabilità alle strutture è praticata la parziale conversione o inglobamento in pilastri quadrati. È netta la separazione delle campate supplementari derivante dall'allungamento longitudinale della costruzione. Gli intradossi delle arcate ogivali presentano cornici contenenti affreschi raffiguranti figure bibliche e santi. Giacomo Serpotta adorna l'interno con le statue delle "Virtù francescane" e decorazioni in stucco.
  - 1735, Rifacimento della facciata, all'interno è ripristinato il misto gotico.

### Epoca contemporanea
- XIX secolo:
  - 1823 5 marzo, L'edificio è danneggiato da un terremoto, il restauro è praticato secondo i canoni dello stile neoclassico.

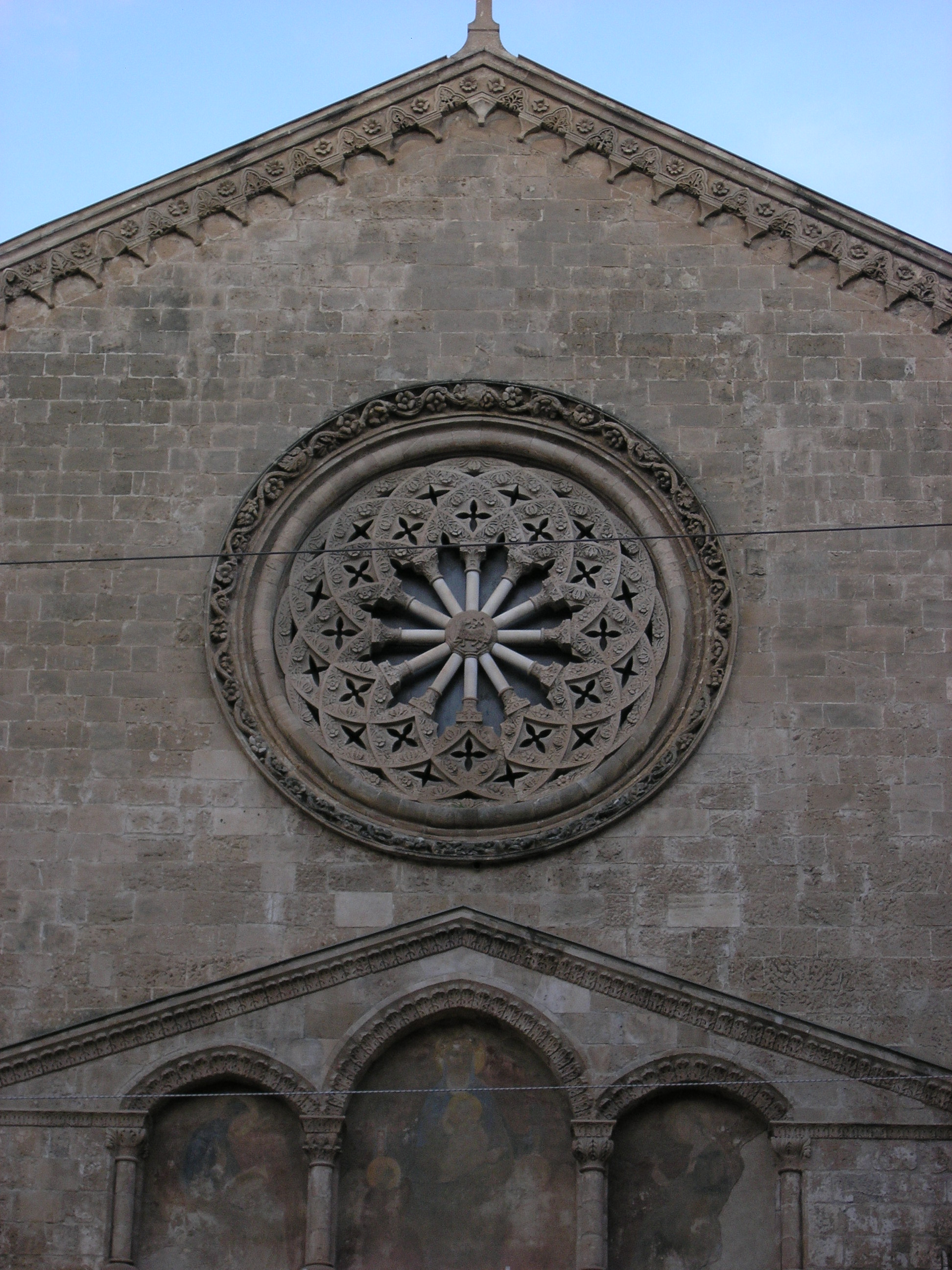
Il rosone restaurato della facciata.

- XX secolo, Restauro, la riscoperta e la rivalorizzazione di molteplici tesori d'arte:
  - 1943 1º marzo, Ordigni colpiscono l'area compresa la parte mediana della navata sinistra e le aree dell'adiacente Convento.
  - 1943 9 maggio, Ordigni colpiscono l'area delle absidi. Tutti i monumenti limitrofi sono gravemente danneggiati. La primitiva copertura a capriate, poi sostituita con volte a crociera, per essere trasformata in volte a botte limitatamente alla navata centrale, è ampiamente squarciata. Ogni superficie si presentava riccamente e totalmente adorna di fregi, stucchi, decorazioni e affreschi, le colonne trasformate in pilastri quadrati o rettangolari; desolatamente rovinata ed esposta alle intemperie dopo i pesanti bombardamenti. Con la lunga fase di ricostruzione e di restauri, la chiesa è spogliata da tutti gli orpelli ottocenteschi. Recuperata e restituita al primitivo splendore medievale è dotata di un tetto a falde.
  -  ?, È ripristinato l'aspetto originario della facciata con la ricostruzione del rosone danneggiato nel terremoto. Il restauro è diretto da Giuseppe Patricolo.
  -  ?, Negli ultimi tre decenni numerose campagne di restauro hanno interessato le numerose cappelle.

Nel dicembre del 1924 papa Pio XI conferisce all'insigne luogo di culto la dignità di basilica minore.

## Descrizione

### Arte e architettura

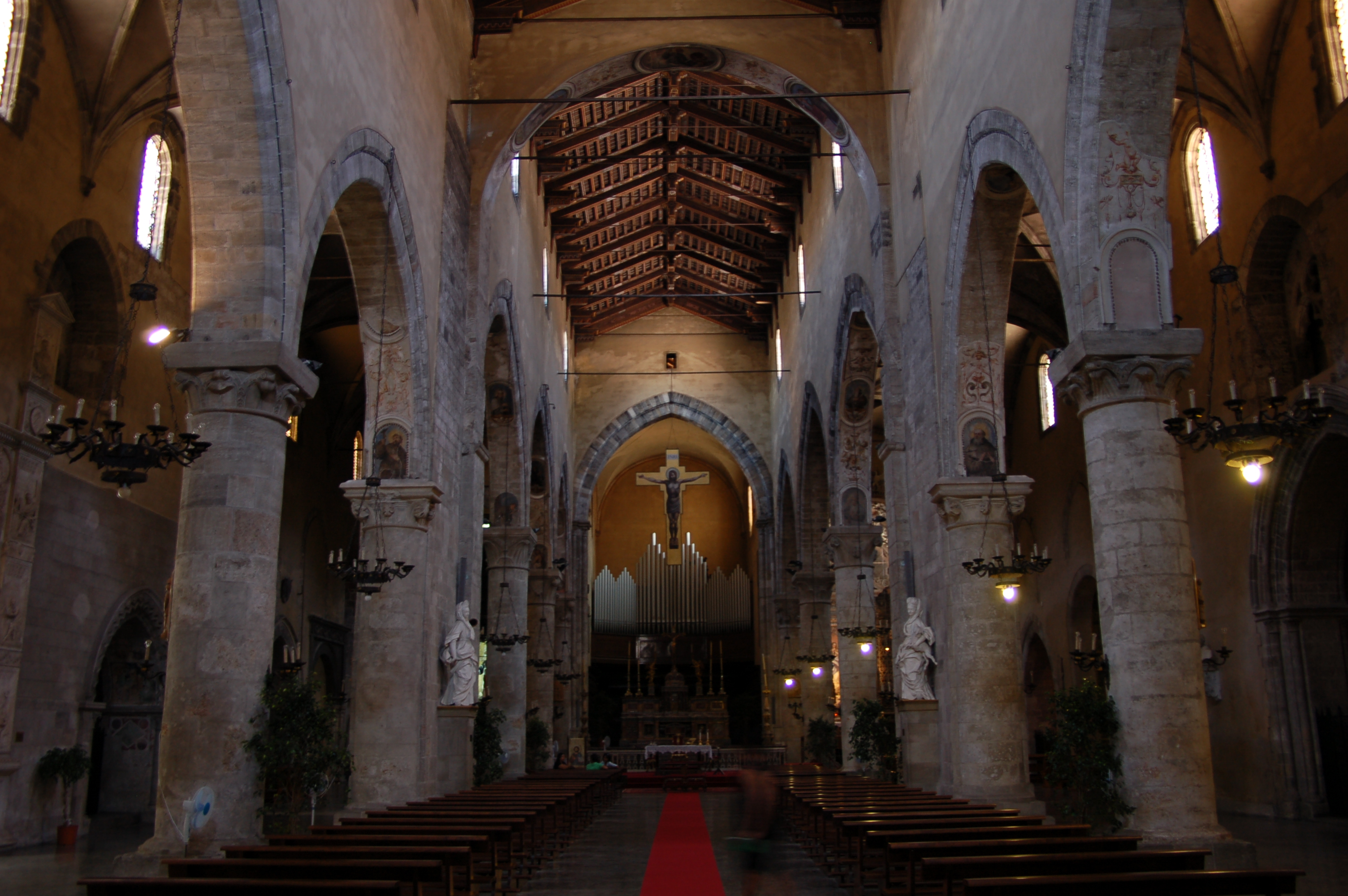
Interno.

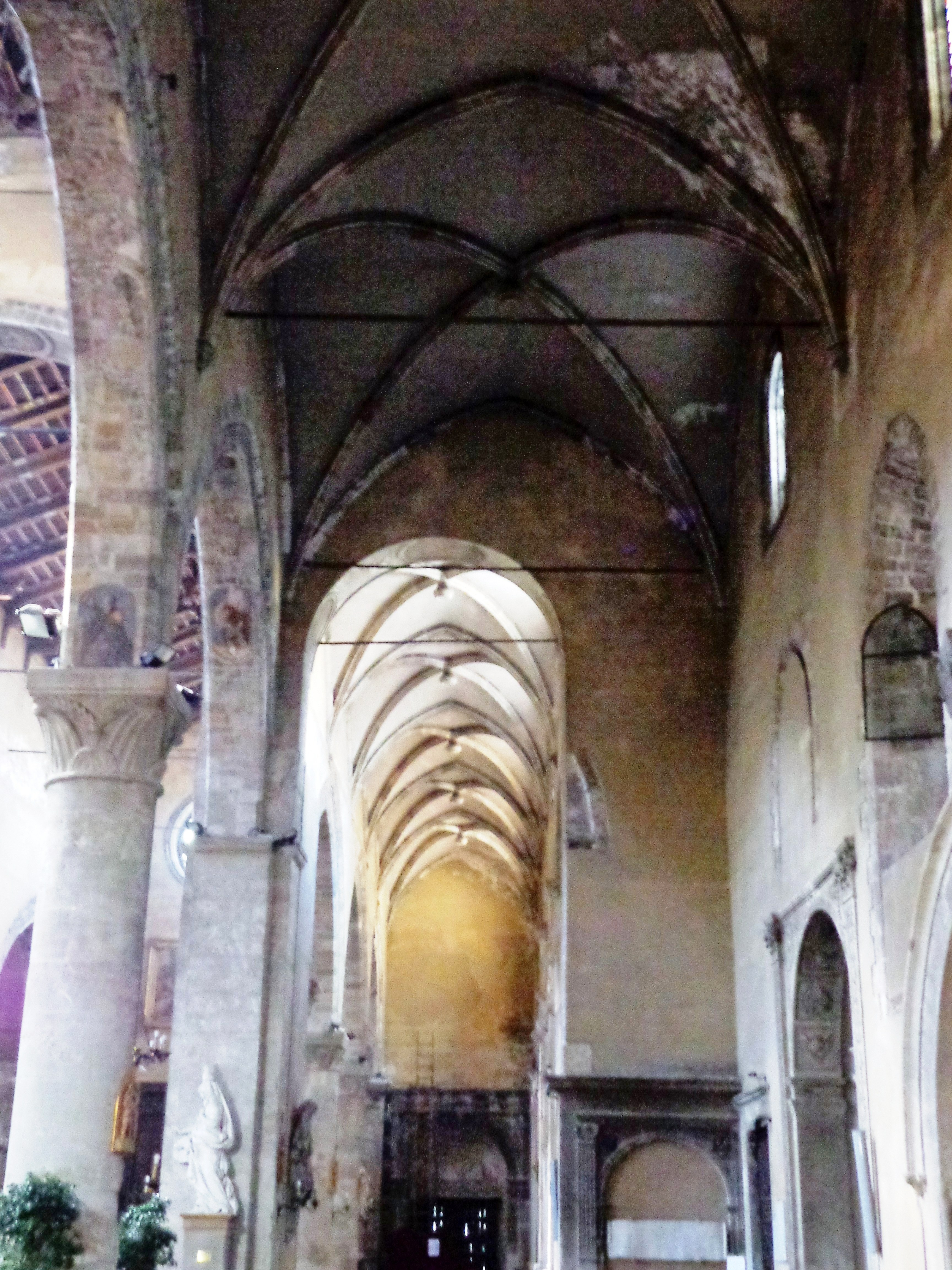
Volte Navata sinistra.

La facciata principale dell'edificio rivolta ad occidente, di impianto gotico, presenta tre portali del XIV secolo. Il grande portale centrale è sormontato da un elegante rosone ricostruito nel XX secolo.
Nel timpano del portale sovrastante l'arco chiaramontano è presente una trifora cieca, le superfici interne delle aperture ospitano gli affreschi della "Vergine in trono" collocata tra le figure di "San Francesco" e "Santa Chiara".
Il portale, espressione del gotico, fiorito presenta decorazioni a zig zag su tre ordini di ghiere o strombature originate da altrettanti ordini di colonne in progressione concava. Sono presenti i simboli degli Evangelisti, ai lati due formelle simmetriche con altorilievi raffiguranti l'Annunciazione, un Ecce Homo é collocato sul portale sinistro e lo stemma dei Francescani.
L'interno dell'edificio è composto dal vano basilicale, suddiviso in tre navate da archi acuti su pilastri, dall'abside maggiore quadrangolare e da sedici cappelle. Le navate laterali sono coperte ancora con le volte a crociera originarie, mentre la navata centrale è coperta dal soffitto a capriate realizzato dopo i restauri del XX secolo. Le navate laterali conservano ancora le bifore gotiche originali.
Fra le cappelle laterali, di notevole rilievo è la Cappella Mastrantonio (1468-1469), opera realizzata in collaborazione da Francesco Laurana e Pietro de Bonitate, che irrompe con le prime forme del Rinascimento siciliano in un clima ancora tardo gotico.
Nella tribuna della chiesa si trova il monumento di Atanasio Speciale, realizzato nel 1473 da Domenico Gagini e nella "Cappella del Sacro Cuore" una scultura della "Madonna del Soccorso", opera dello stesso artista.
La Cappella dell'Immacolata è decorata con marmi policromi seicenteschi.
Le volte sono decorate a stucchi e affreschi da Pietro Novelli (prima metà del XVII secolo).
La chiesa è inoltre adornata da un ciclo di dieci statue raffiguranti le Virtù francescane realizzate nel 1723 e considerate tra le opere migliori di Giacomo Serpotta: la "Carità", la "Teologia", la "Fortezza", la "Verità", la "Fede", la "Mansuetudine", la "Modestia", l'"Umiltà", nell'andito che conduce alla sagrestia le statue della "Castità" e "Vittoria".

## La navata destra lato sud

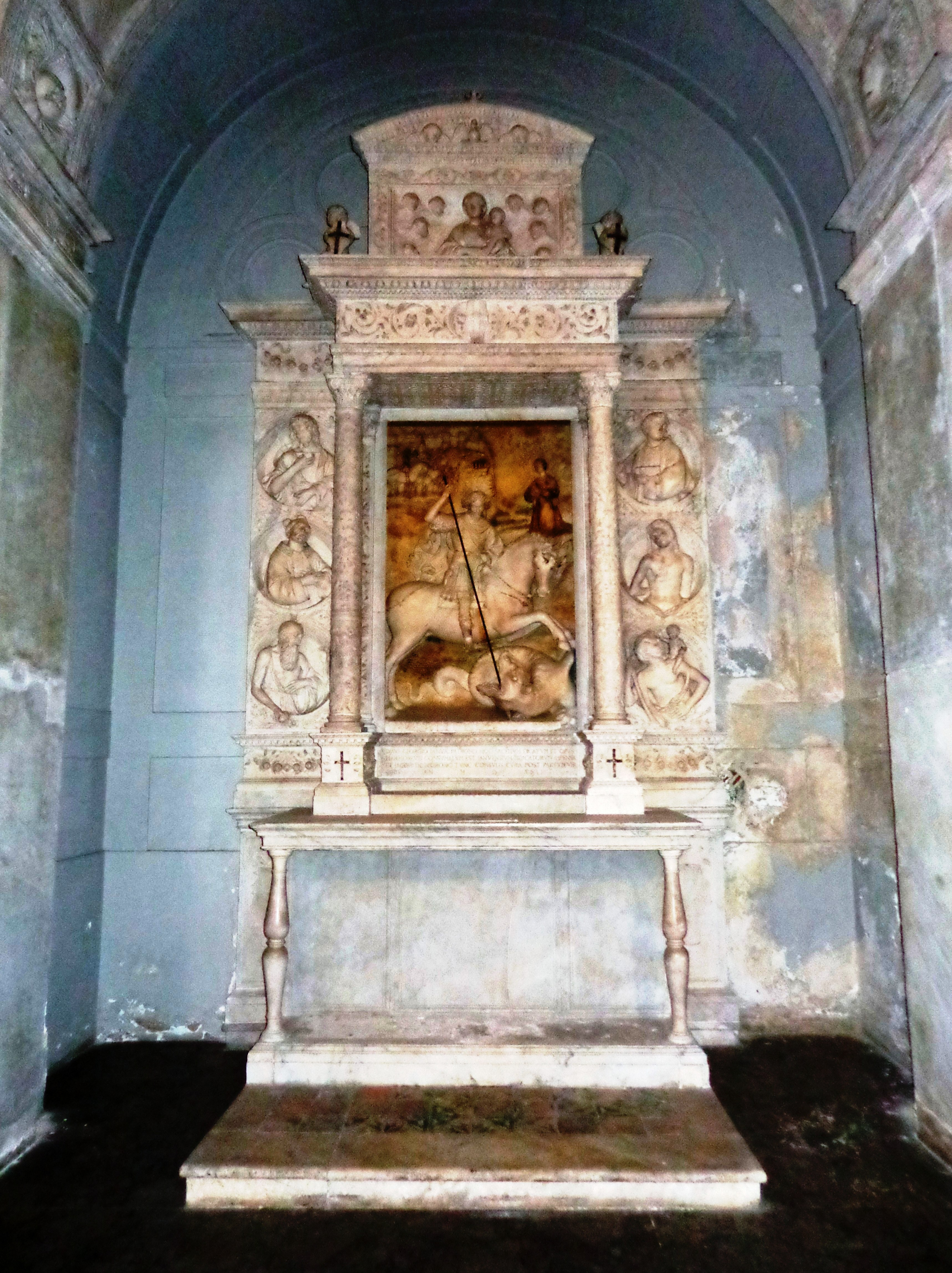
"Cappella di San Giorgio" e "Arco di San Ranieri di Pisa".

- I robusti pilastri centrali segnano la linea di demarcazione tra la preesistente chiesa e l'edificio a noi pervenuto. L'allungamento della struttura oltre alla realizzazione delle cappelle dell'attuale presbiterio comporta l'ingrandimento delle volte delle navate che, nel lato sinistro assomigliano a degli incavi alle pareti, al contrario sul lato destro, sono costituite da vani coperti da proprie volte e viceversa. La dissimmetria è dovuta alle continue interruzioni dei lavori in epoche differenti dettate da logistiche, vicende politiche e impedimenti verificatisi durante le varie dominazioni.

Controfacciata destra: Portale della «Cappella Chirco», la primitiva cappella oggi ingloba la porta laterale destra ovvero uno degli accessi della facciata principale della basilica. Luogo patrocinato e destinato ai monumenti sepolcrali della famiglia di Giacomo De Chirco giureconsulto dal 1465. Area già deputata alla sepoltura dei «Disciplinati francescani di San Niccolò lo Reale». Il manufatto marmoreo è attribuito a Domenico Gagini e alla sua bottega datato 1473, i medaglioni dei pennacchi recano i profili dei committenti.
- XVII secolo terzo decennio, la realizzazione delle entrate laterali del prospetto della basilica ha comportato lo smembramento parziale di alcuni manufatti successivamente disposti nella «Cappella Alliata» e nella «Cappella Reggio».

Sulla parete della navata destra sono presenti le seguenti Cappelle:
- Prima campata: "Cappella di Santa Rosalia" o primitiva "Cappella del Rosario" o «Cappella Scavuzzo». Luogo già patrocinato e destinato ai monumenti sepolcrali della famiglia Scavuzzo[13]. È presente un altare, nella sopraelevazione campeggia la tela della "Santuzza" di Gaetano Mangano. Sotto la mensa è collocata la statua della santa.
- Seconda campata: Cappella di San Giorgio già primitiva Cappella di San Giuseppe o «Cappella Lambardi». Luogo patrocinato e destinato ai monumenti sepolcrali della famiglia del nobile pisano Paolo Lambardi.
  - 1503 - 1505, Il Portale di San Ranieri di Gabriele di Battista realizzato in collaborazione con Domenico Pellegrino e Iacopo de Benedetto, raffigura otto episodi della vita del santo patrono pisano (La spoliazine dalle ricche vesti, San Ranieri penitente, La liberazione dell'indemoniata,  San Ranieri resuscita la figlia di un medico, Il viaggio di ritorno dalla Terra Santa, Il miracolo di Messina, Il transito di San Ranieri, Le campane a stormo, La burrasca di San Ranieri), gli stemmi della città sorretti da putti ricavati nei piedistalli, i medaglioni nei pennacchi dell'arco, l'animata serie di scene sulla trabeazione, i ricchi fregi nell'intradosso. Il culto di San Ranieri, Santo al quale è dedicato l'arco istoriato d'accesso alla cappella, è riconducibile al luogo di culto della comunità pisana presso la Chiesa di San Ranieri dei Pisani e della Compagnia dei Santi Quaranta Martiri al Casalotto, luogo di culto edificato sulle catacombe dei primi martiri cristiani. Lo stesso culto è condiviso nella città di Messina.[12]
  - 1526, Altare e altorilievo marmoreo, opere di Antonello Gagini raffiguranti San Giorgio, il drago e la principessa. L'opera proviene dalla primitiva Cappella di San Giorgio commissionata dalla comunità genovese, anticamente ubicata approssimativamente nei locali in corrispondenza l'attuale vestibolo della sacrestia, con accesso dal chiostro settentrionale del Convento. Nei sei medaglioni sono raffigurati San Giovanni Battista, Santo Stefano, San Girolamo, San Lorenzo, San Cristoforo, San Sebastiano e gli stemmi della Repubblica di Genova. Sul timpano sorretto da colonne è raffigurata una Madonna con Bambino e putti.[7][14]
  - 1975, Nell'attuale rifacimento, consistente nell'assemblaggio delle due opere d'arte, troviamo i riferimenti alle due diverse comunità della storia di Palermo: la genovese e quella pisana. Esternamente il portale delimita la cappella ove campeggia l'altare contenente l'altorilievo. Si giunge a questa felice combinazione dopo una serie di tentativi di trasferimenti dell'opera gaginiana, sottoposta per la specifica sistemazione, a necessari quanto minuziosi interventi di restauro.
- Terza campata: "Cappella di Santa Maria degli Angeli".[12] Sull'altare è documentata la statua della Madonna di Loreto fra le raffigurazioni di San Giovanni Battista e Sant'Antonio Abate, opera di Antonio della Quadragesima.[15]

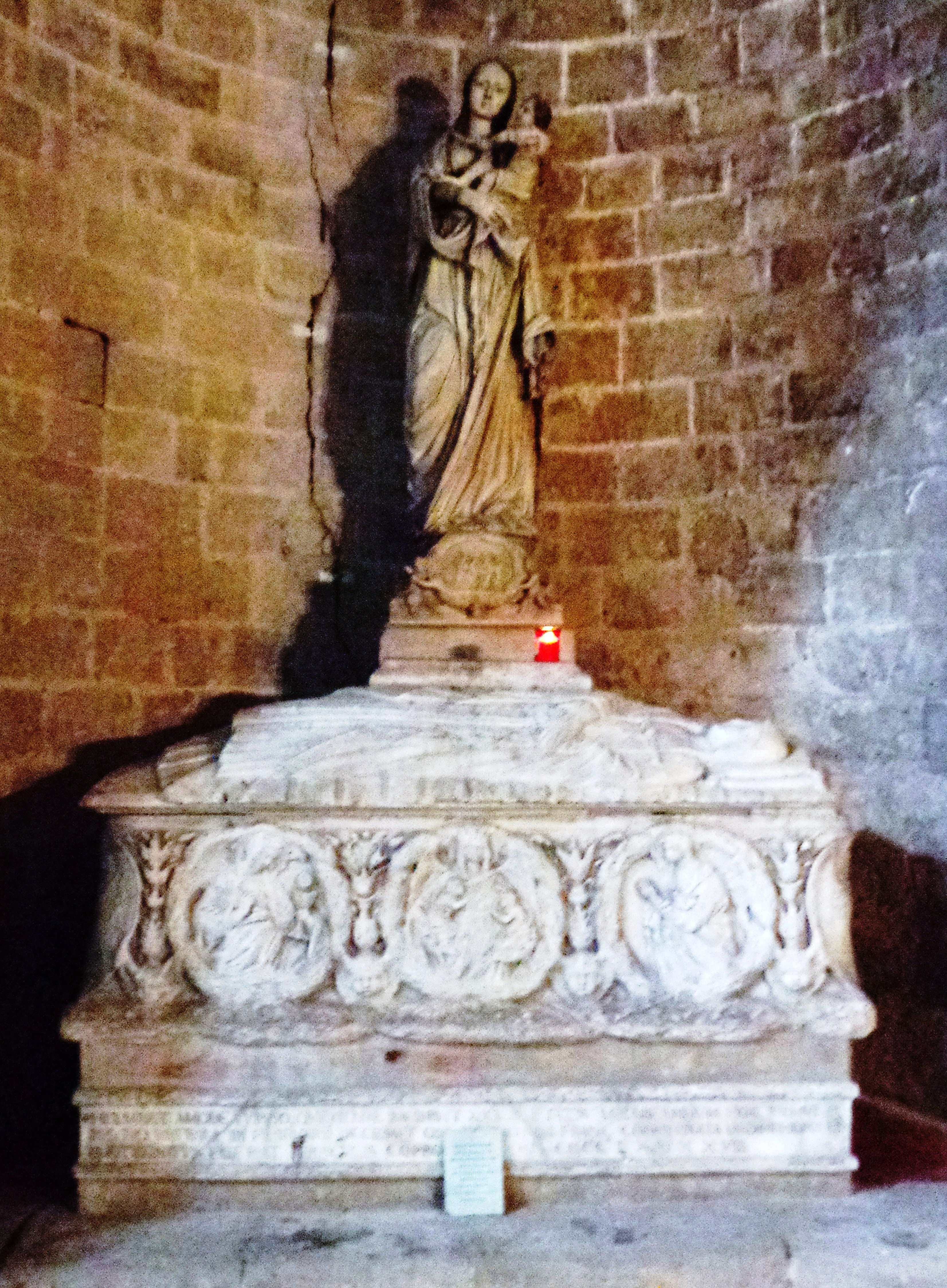
Sarcofago di Elisabetta Amodei "Cappella del Sacro Cuore".

- Quarta campata: "Cappella del Sacro Cuore" o «Cappella Amodei». Luogo patrocinato e destinato ai monumenti sepolcrali della famiglia Federici - Amodei - Agostino.
  - 1386, Fondata dalla famiglia Federici e concessa alla casata di cui porta il nome.
  - 1492, "Sarcofago", manufatto marmoreo, sepolcro della Beata Elisabetta Amodei † 1498, opera di Domenico Gagini.[16]
  - XV secolo, "Madonna", statua marmorea di arte catalana.
- Quinta campata: "Cappella del Beato Gerardo Cagnoli" o «Cappella Grimaldi». Luogo patrocinato e destinato ai monumenti sepolcrali della famiglia Grimaldi.
  - L'ambiente contiene due sarcofagi della famiglia Grimaldi. La primitiva cappella è segnalata presso il vestibolo della sacrestia ubicata nella navata opposta. L'area delimita la porzione d'edificio dopo l'allungamento delle navate effettuato nel XV secolo.
- Sesta campata: "Cappella dell'Ecce Homo" o «Cappella Lampugnano». Luogo patrocinato e destinato ai monumenti sepolcrali della famiglia Lampugnano. Rivestita con marmi mischi, con bassorilievi di Ignazio Marabitti: la "Flagellazione" e "Viaggio al Calvario". Dello stesso autore il paliotto con bassorilievo della "Pietà".[17]
- Settima campata: "Cappella del Santissimo Crocifisso" o «Cappella Calvello» o Caravello. Luogo patrocinato e destinato ai monumenti sepolcrali della famiglia di Giovanni Calvello. È considerata dal punto di vista documentale la parte più antica della chiesa. Nella campata è presente la stele di Giuseppe Dominici presidente del Concistoro.
  - XIII secolo, La cappella absidata con costoloni presenta decorazioni e tarsie di lava riproducenti lo stemma della famiglia Calvello e dei Chiaramonte.
  - XVIII secolo, "Crocifisso" alla parete. I manufatti sono stati riportati all'aspetto originario nel 1931 da Francesco Valenti liberandola dagli orpelli barocchi dovuti alle manomissioni del 1734.
- Ottava campata: "Cappella della Madonna delle Grazie" o «Cappella Afflitto». Luogo patrocinato e destinato ai monumenti sepolcrali delle famiglie Afflitto - La Grua, mercanti, amministratori reali e vicari generali presso la curia arcivescovile.
- "Cappella di San Bernardo" documentata in prossimità della quarta colonna destra.
- "Cappella di Dio Padre" documentata in prossimità del campanile.
- "Cappella Renda" documentata esternamente alla primitiva "Cappella Mastrantonio".
- "Cappella delle Stimmate" documentata lungo la navata sinistra.
- "Cappella Di Francesco - Spadafora", documentata contigua e al di fuori della primitiva "Cappella Mastrantonio".[18]

## La navata sinistra lato nord

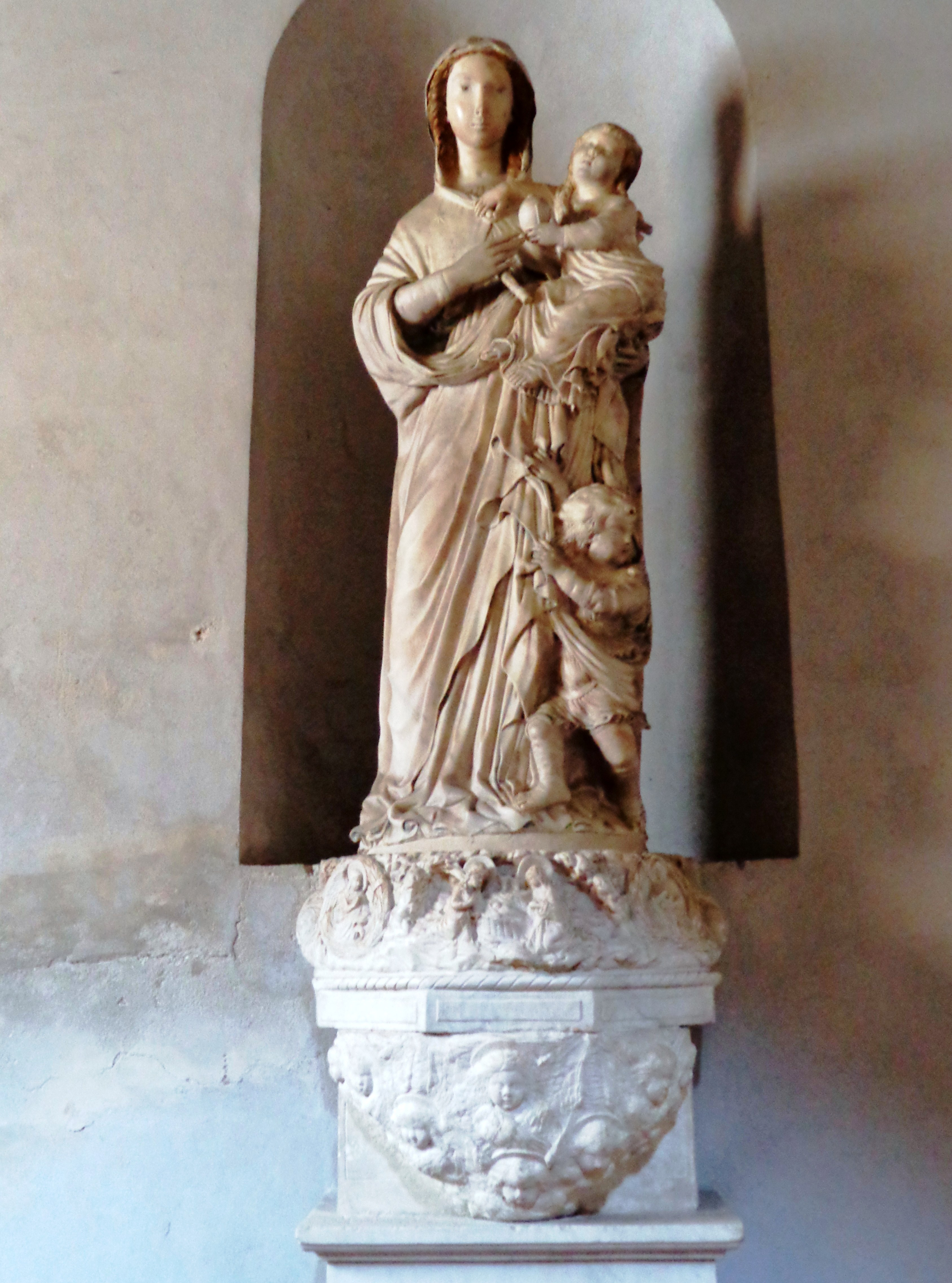
Statua della Madonna col Bambino e San Giovannino "Cappella della Madonna della Neve".

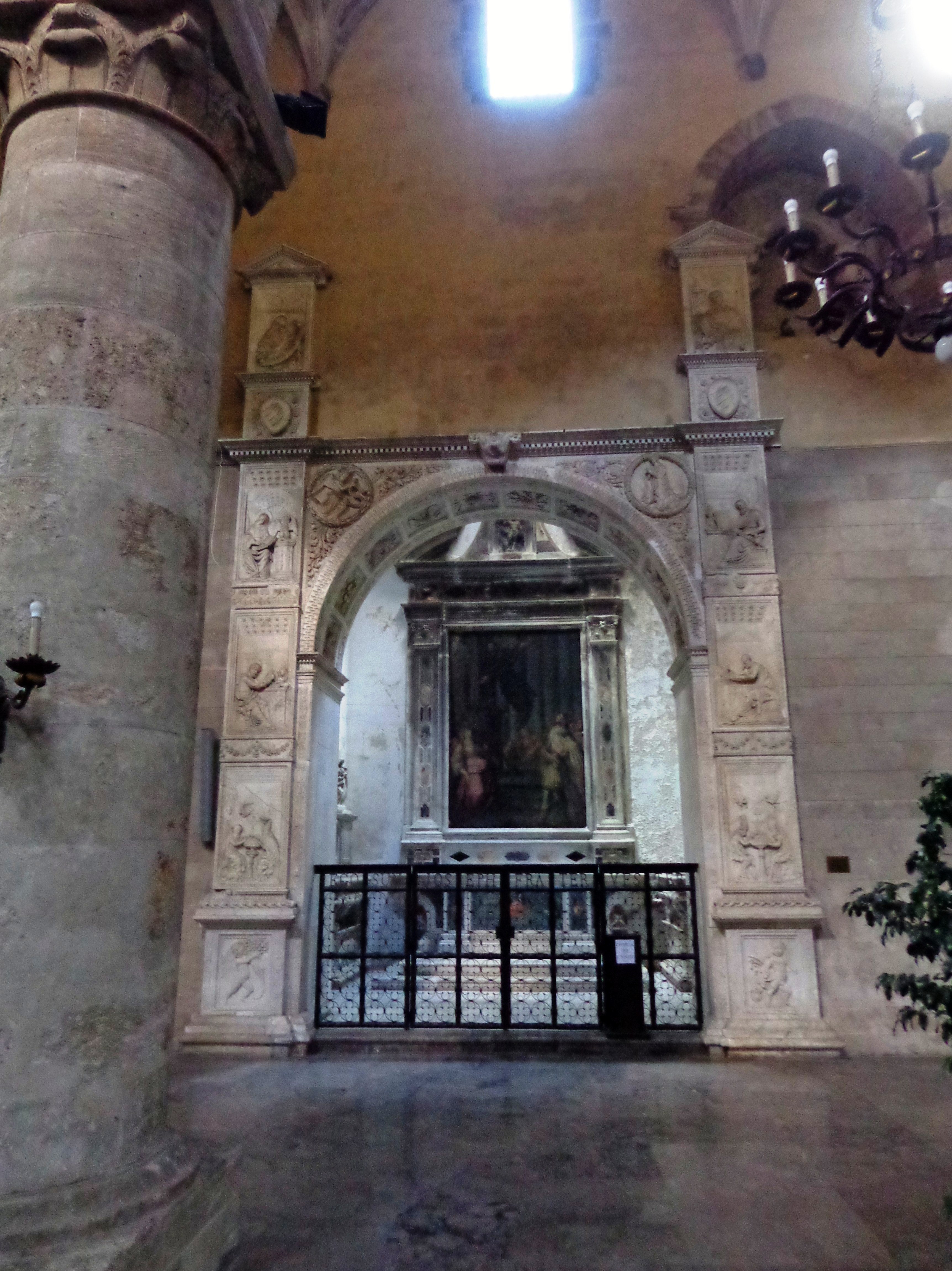
"Portale Mastrantonio".

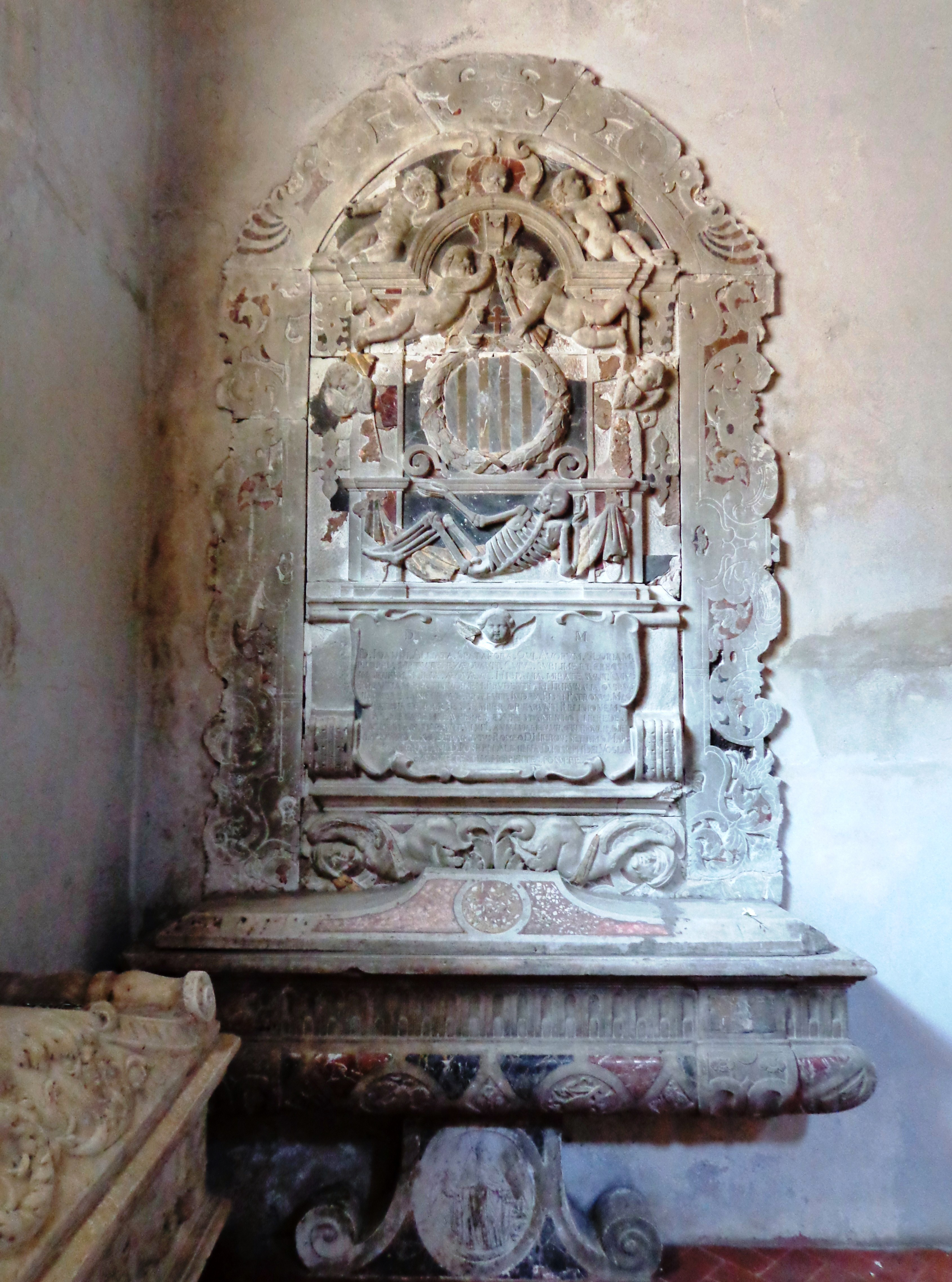
Sepolcro Alliata "Cappella della Madonna della Neve".

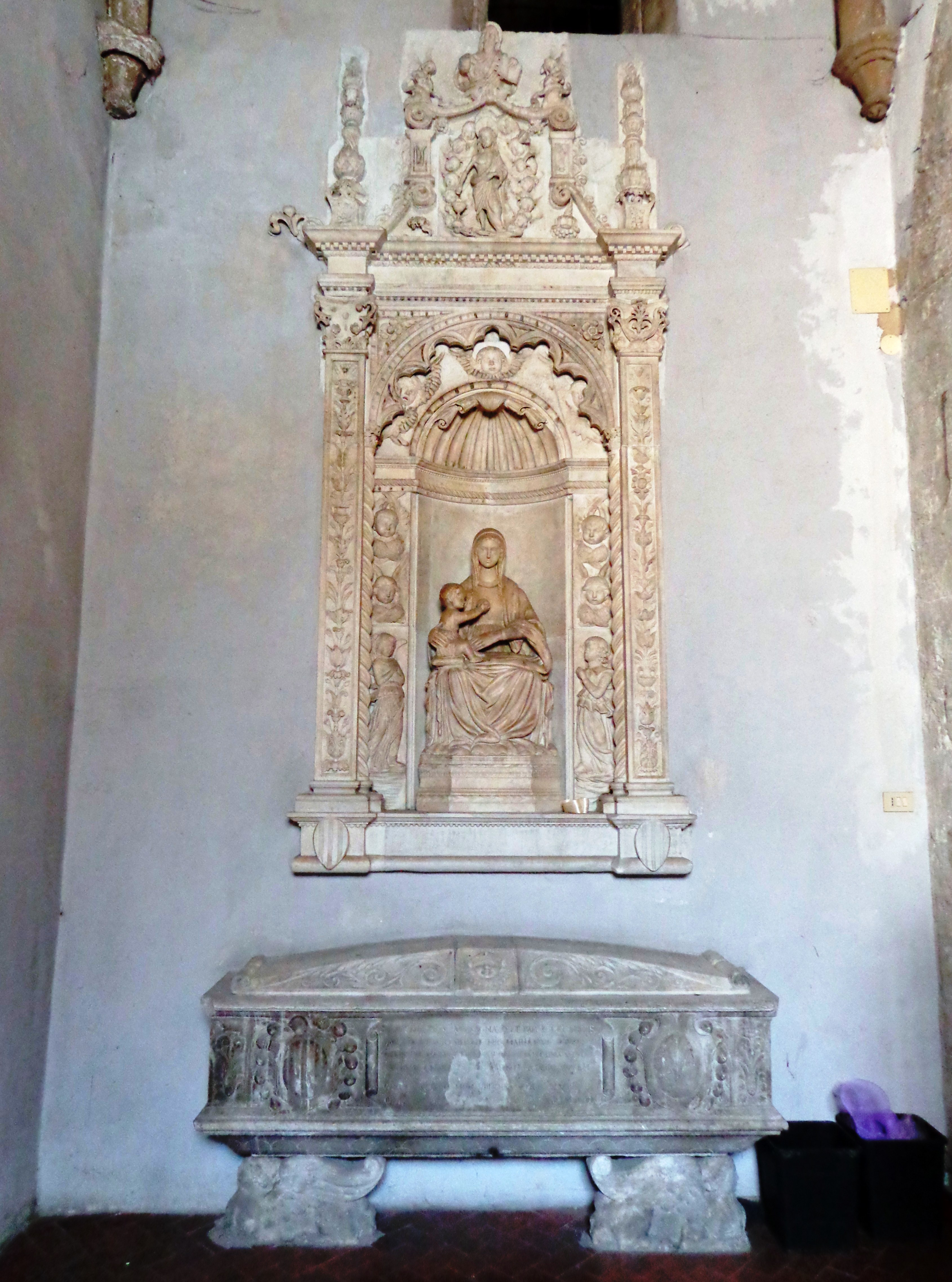
"Madonna della Neve" e Sepolcro Alliata "Cappella della Madonna della Neve".

Controfacciata sinistra: Arco della "Cappella di Santa Elisabetta" o «Cappella Del Tignoso», già "Cappella di Santa Lucia" e primitiva "Cappella dei Tre Re". Luogo patrocinato e destinato ai monumenti sepolcrali della famiglia Del Tignoso.
Sulla parete della navata sinistra sono presenti le seguenti cappelle:
- Prima campata: 1488, "Cappella della Madonna della Neve" o «Madonna ad Nives» o «Cappella Alliata». Luogo patrocinato e destinato ai monumenti sepolcrali delle famiglie Alliata - Platamone.
  - XV secolo, Il "Portale" e il gruppo marmoreo della "Madonna col Bambino e San Giovannino" sono attribuiti a Domenico Gagini (controversa attribuzione a Pietro de Bonitate), anche la "Madonna della Neve" presente nel tabernacolo marmoreo sovrastante il sarcofago della parete sinistra. Tra le decorazioni campeggiano gli stemmi delle famiglie detentrici del patronato della cappella, Giovanni Gagini è l'autore dei putti alati a decorazione della statua. I sepolcri di Mariano e di Sigismondo Alliata sono di bottega gaginiana.[19]
  - 1819, Gaspare Palermo documenta una statua della "Santissima Vergine" e una statua sulla sinistra, oggi collocata altrove, identificandola come della "Madonna della Grazia" o "Vergine in trono" proveniente dalla "Cappella Chirco". La nota permette di ricostruire in parte le disposizioni delle primitive cappelle e l'esatta denominazione delle opere d'arte nell'attuale rimodulazione.
- Seconda campata: "Cappella della Custodia", alle pareti sono presenti tracce d'affreschi. Dietro la poderosa cancellata e i tendaggi è conservato il simulacro argenteo dell'Immacolata Concezione di Giambattista di Leonardi 1646 - 1647.[20]
- Terza campata: "Cappella di Sant'Antonio di Padova". È presente un altare con decorazioni in marmi mischi.
- Quarta campata: "Cappella dell'Angelo Custode" e "Portale Mastrantonio".[21]
  - 1468c., "Portale Mastrantonio" di Francesco Laurana e la collaborazione di Pietro de Bonitate, gli altorilievi raffigurano i Padri della Chiesa occidentale (Sant'Agostino e Sant'Ambrogio a destra, San Girolamo e San Gregorio a sinistra), i Quattro Evangelisti, gli stemmi della famiglia Mastrantonio, i profeti Geremia e Isaia, le due figure realizzate nei medaglioni dei pennacchi compongono una Annunciazione. Il manufatto è collocato all'ingresso di questo ambiente in seguito ai restauri e il certosino recupero effettuato al termine del conflitto.
  - XVI secolo, "Madonna tra San Giovanni e Santa Brigida", pala d'altare, dipinto di Vincenzo degli Azani di Pavia.
  - XV secolo, "Madonna", statua marmorea, opera di Francesco Laurana.
- Quinta campata: "Cappella in stile Chiaromontano". Luogo patrocinato e destinato ai monumenti sepolcrali della famiglia fiorentina di Antonio di Mastrantonio - Bardi, mercanti e banchieri toscani.[19][21]
  - L'arco d'ingresso restaurato presenta decorazioni a zig-zag tipiche dello stile Chiaromontano. Nell'intradosso di tale arco sono presenti tracce di affreschi giotteschi di "San Gregorio" e "San Girolamo".[21]
  - È documentata come primitiva "Cappella Mastrantonio" fino al secondo conflitto mondiale. La tomba del committente è scampata alle rovine insieme altri sepolcri interrati o preventivamente protetti, il "Portale Mastrantonio" minuziosamente ricomposto, in seguito al fortuito rinvenimento dei reperti medievali, è rimontato e costituisce l'arcata della quarta campata.[22]
  - XVII secolo, "Visione di San Francesco d'Assisi", dipinto, costituisce la sopraelevazione dell'altare, opera di Pietro Novelli.[21] Durante i bombardamenti del secondo conflitto mondiale la stabilità della cappella e dei locali adiacenti al convento è stata seriamente compromessa. Questa cappella costituiva il termine della navata sinistra, quindi la più vicina al primitivo presbiterio, prima dell'ingrandimento della chiesa del XV secolo. Le cappelle sono costituite da vani singoli con relativa volta.
- Ingresso sacrestia. Sull'arco l'immagine del Beato Gerardo Cagnoli per indicare l'esistenza della primitiva "Cappella del Beato Gerardo Cagnoli" ad esso dedicata, attualmente trasferita nella quinta cappella della navata opposta. L'accesso delimita la porzione d'edificio dopo l'allungamento delle navate effettuato nel XV secolo. Le cappelle sono addossate o appena rientranti nelle pareti, il soffitto delle navate è costituito da grandiose volte a crociera.
- Sesta campata: "Cappella di San Giuseppe da Copertino" primitiva "Cappella dell'Arcangelo Raffaele" o «Cappella Vanni». Luogo patrocinato e destinato ai monumenti sepolcrali delle famiglie Vanni e Beccadelli di Bologna.
  - 1615, "Arcangelo Raffaele", dipinto di Domenico Zampieri detto il «Domenichino», documentato come pala d'altare, regalato nel 1797 da Francesco Vanni al sovrano Ferdinando III di Borbone, opera attualmente custodita al Museo nazionale di Capodimonte di Napoli. Sostituita con una copia di Giuseppe Velasco,[23] l'opera è andata distrutta assieme a vari manufatti durante i bombardamenti della seconda guerra mondiale.[7]
  - 1570, Tuttavia, della famiglia Beccadelli di Bologna, sono superstiti alcuni monumenti sepolcrali, fra i quali quello di Eleonora Bononia di scuola gaginiana. Il sarcofago di Francesco Bologna di Antonello Gagini del 1515 è documentato, ma non più esistente.[24]
  - 1958, "Sant'Agata e Santa Lucia", quadro in tessere musive, opera moderna di padre Antonio Cianci realizzato nel 1956.[21]
- Settima campata: "Cappella di San Giovanni Evangelista" o «Cappella Reggio». Luogo patrocinato e destinato ai monumenti sepolcrali della famiglia Reggio. In una piccola nicchia sotto un baldacchino marmoreo riproducente panneggi è custodito il busto in terracotta di San Giovanni Evangelista opera di Antonello Gagini.[25] Ai lati le statuette delle Virtù provenienti dallo smantellamento parziale della «Cappella Chirco».
- Ottava campata: "Cappella della Madonna del Rosario" o «Cappella Campo». Luogo patrocinato e destinato ai monumenti sepolcrali della famiglia Campo, Barresi e Speciale.[21]
  - 1464, "Sarcofago" di Antonello Speciale, monumento funerario. La lastra tombale con l'effige del giovane faceva parte del grande sepolcro della famiglia Speciale scolpita da Domenico Gagini, opera commissionata da Pietro Speciale, pretore di Palermo e presidente del regno. In seguito ai danneggiamenti a causa del secondo conflitto mondiale, del grande manufatto sono pervenuti, dopo lunghi restauri, la lapide e la figura giacente del giovinetto.[26]
- "Cappella dell'Assunta" documentata nella navata sinistra.
- "Cappella Cangialosi" luogo patrocinato e destinato ai monumenti sepolcrali della famiglia Cangialosi documentato in prossimità della prima colonna sinistra.[27]

## Abside
{Sezione in aggiornamento}
- Altare maggiore. Dall'ogiva dell'arco trionfale pende il "Crocifisso" su tavola, opera moderna di padre Antonio Cianci.
- 1458 - 1471 Ingrandimento con allungamento delle navate verso oriente, costruzione del cappellone e altare maggiore per opera di Pietro Speciale signore di Alcamo e Calatafimi.
- 1627, La rimodulazione del cappellone prevede lo spostamento del coro a cura di Giovanni e Paolo Gili[28] nella parte retrostante l'altare maggiore.[29] Nelle tarsie che lo compongono sono riprodotti gli stemmi dei Re di Sicilia, del Senato Palermitano, delle potenti famiglie patrocinanti la chiesa: Abadelli, Abbate, Agostino, Ajutamicristo, Alliata, Amodei, Bologna, Bonanno, Campo, Cangialosi, Caprera, Caprona, Elefante, Imperatore, Luna, Mastrantonio, Moncada, Paruta, Pignatelli, Pugiades, Ramo, Ruiz, Spatafora, Spinola, Ventimiglia.[30]

## Absidiola destra
{Sezione in aggiornamento}

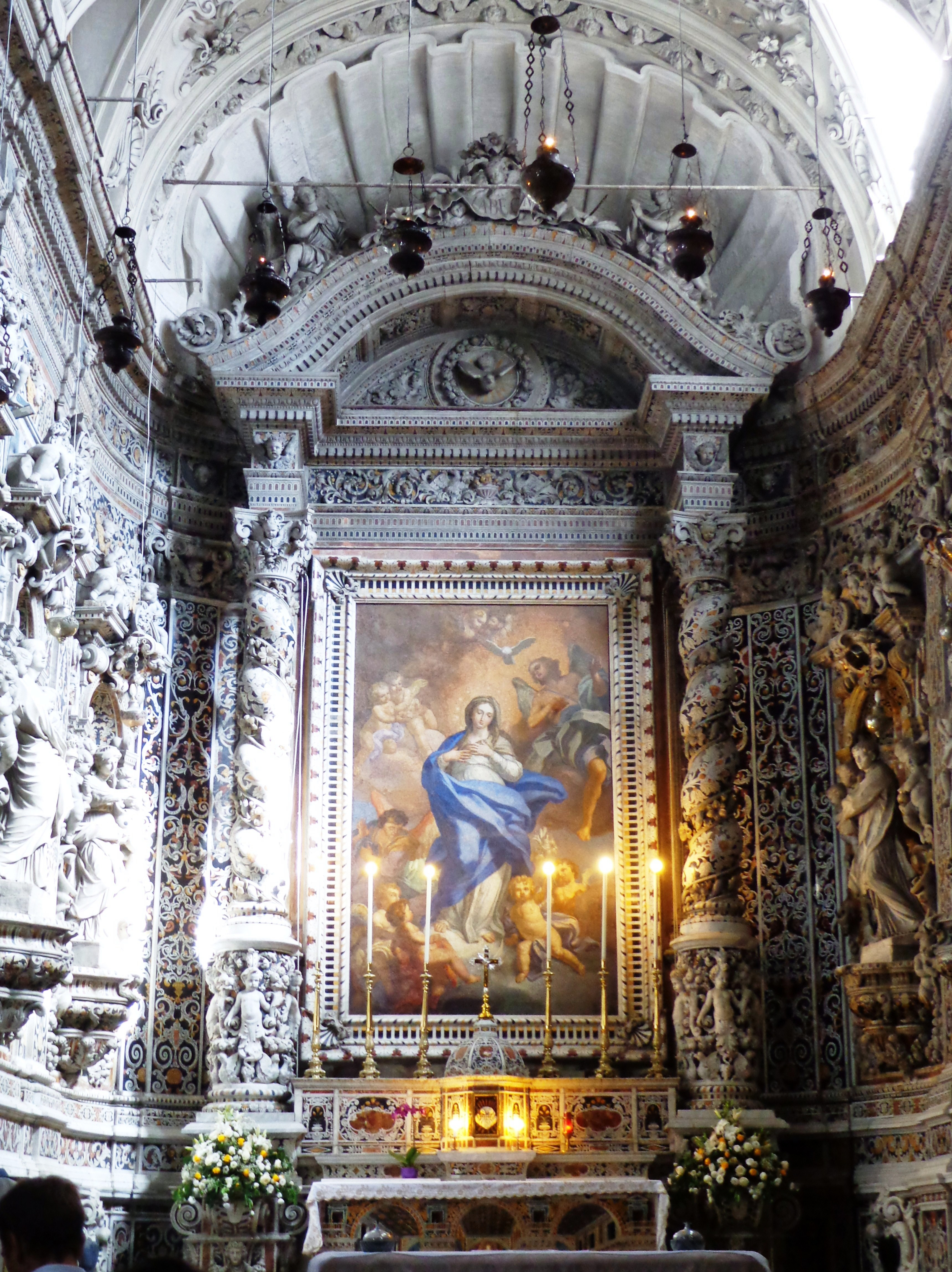
"Cappella dell'Immacolata Concezione" o "Cappella Senatoria".

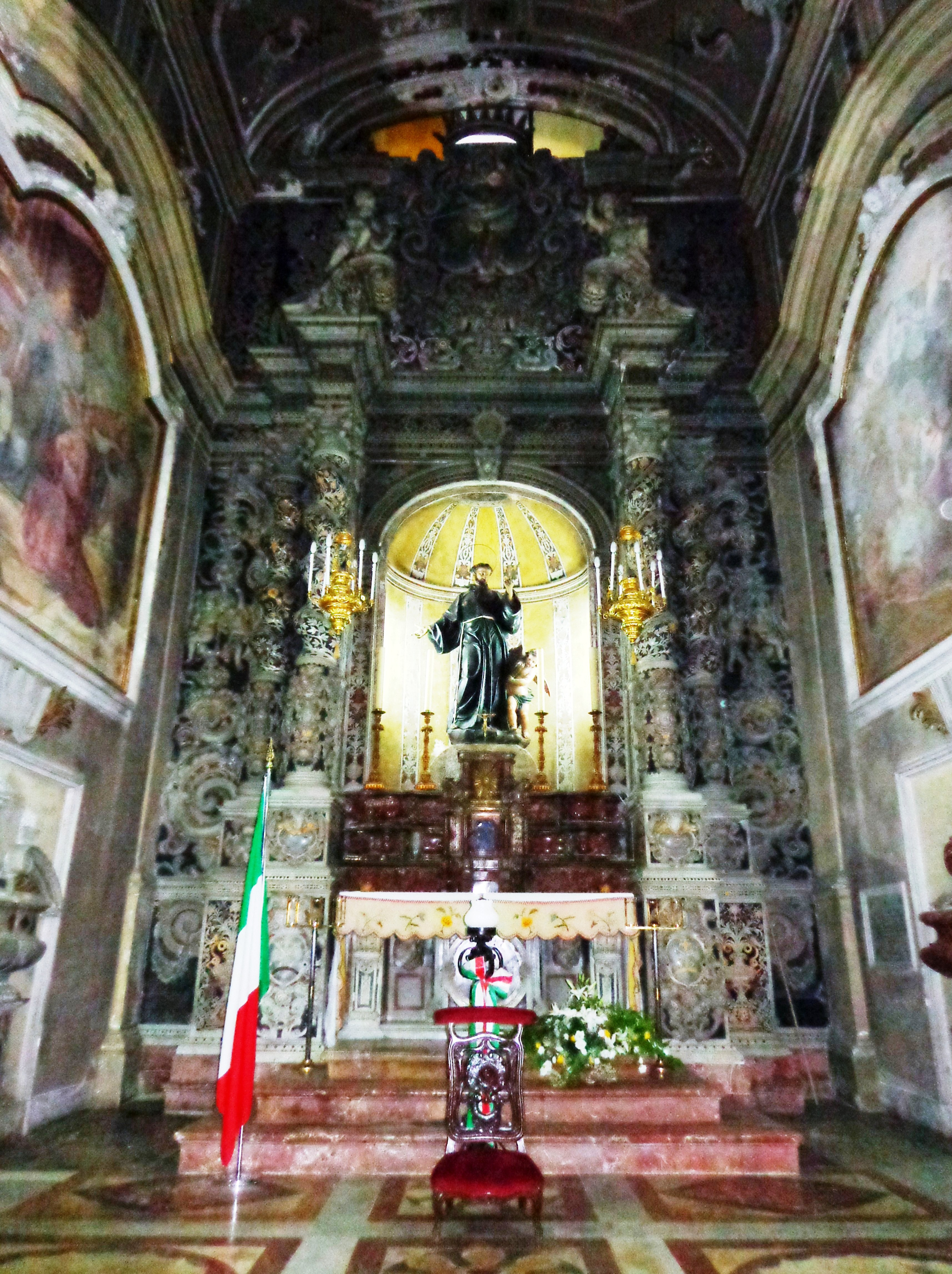
"Cappella di San Francesco d'Assisi".

- Absidiola destra: "Cappella dell'Immacolata Concezione" o «Cappella Senatoria», (1650c. - fine XVIII secolo).[7]

Il 1441 annovera la costruzione della "Cappella Senatoria" dell'Immacolata Concezione eretta da Giovanni Filangieri e Giovanni Ventimiglia con diritto di sepoltura per le famiglie Filangieri, Ventimiglia, Migliacci. Risale al 1624 il voto solenne del Senato Palermitano pronunciato e diffuso dal Cardinale Giannettino Doria consistente in varie promesse formali e al versamento di 100 onze annuali da destinare alle varie necessità, in primis il finanziamento perpetuo dei lavori per il decoro, l'ornamento e l'abbellimento della cappella, azioni che hanno uno sviluppo determinante a partire dal 1653.
L'ipogeo e la cappella si prestano a ricevere anche le sepolture dei Capitani di giustizia, Pretori, Senatori e Maestri Notari.
- XVIII secolo secondo decennio, Giovanni Battista Ragusa esegue parte delle opere statuarie a Roma, altre a Palermo. Sono disposte sul lato Vangelo le statue di "Sant'Oliva", "Santa Ninfa", "Santa Rosalia", "Sant'Agata" ovvero le quattro Sante Vergini e Patrone di Palermo. Sul lato Epistola: "San Filippo", "San Mamiliano", "Sant'Agatone", "San Sergio". Gli affreschi sono eseguiti da Antonio Grano.[35][36]
- 1792, È innalzato l'attuale altare che contiene il quadro mosaico dell'"Immacolata Concezione" eseguito a Roma nel 1772 su bozzetto di Vito D'Anna.[7] L'altare è ornato di marmi mischi, presenta due colonne tortili intarsiate, sulle cimase del timpano sono presenti figure d'angelo opere di Ignazio Marabitti.

Di Salvatore Valenti il paliotto intarsiato riproducente una prospettiva. È presente uno stendardo di Gaetano Bonanno e Filangieri del 1739.
- 1727, Immacolata Concezione e angeli, olio su tela, commissionata per la Cappella dell'Immacolata Concezione, rifiutata dai palermitani e riscattata dai cittadini di Polizzi Generosa (Gioacchino Di Giovanni). Tela documentata nella chiesa di San Francesco d'Assisi del convento dell'Ordine dei frati minori conventuali, oggi Auditorium comunale e attualmente custodita nella chiesa di San Gandolfo La Povera o chiesa del Collegio di Polizzi Generosa.

## Absidiola sinistra
{Sezione in aggiornamento}
- Absidiola sinistra: "Cappella di San Francesco d'Assisi", XVII secolo.

Nel 1475 segue la costruzione della Cappella di San Francesco di Cristofaro de Benedetto. L'attuale simulacro sostituisce la statua antica opera di Simone Greppi Genovese. L'altare è ornato di marmi mischi e presenta due coppie di colonne tortili intarsiate e poste in prospettiva: digradanti verso l'esterno (convessa).

## Organo a canne
Come decorazione del primitivo organo sono documentati pannelli dipinti autografi Honorabilis Antonellus di Crisenzio Panhormitanus etate annorum LXIIII pinxit anno Domini MCCCCCXXXI raffiguranti la Risurrezione di Cristo e l'Ascensione, opere di Antonello Crescenzio, realizzati nel 1531 (Cappella di San Giorgio dei Genovesi).
Nella chiesa si trova l'organo a canne Tamburini opus 436, costruito nel 1961. Esso è situato sulla parete fondale dell'abside maggiore, sopra una cantoria lignea appositamente costruita, ed ha la facciata composta dalle canne del registro di principale 16'. Lo strumento, composto da tre tastiere di 61 note ciascuna ed un pedaliera concavo-radiale di 32.

## Opere documentate
- 1909 e ss., Vetrate, realizzazione (1925 - 1926) e successivi restauri, rifacimenti delle vetrate danneggiate a causa dei bombardamenti della seconda guerra mondiale, opere di Salvatore Gregorietti.

## Convento francescano
Il Convento francescano dei Frati Minori Conventuali detto «de' Chiodari» (li Chiovara) sorge presso la chiesa di San Francesco d'Assisi alla Kalsa.
Verosimilmente durante i «Capitoli Generali» di Assisi (1279) e Parigi (1292) siano stati disposti l'erezione in ogni provincia dell'Ordine di studia in artibus. Pertanto negli ultimi anni del XIII secolo nei maggiori centri (le due capitali dell'isola) Palermo e Messina della «Provincia di Sicilia» furono istituite le prestigiose sedi di studio della grammatica, logica e filosofia del francescanesimo siciliano. E poi ancora le discipline in diritto canonico e teologia, dogmatica, etica, morale, greco, arabo, ebraico, armeno, caldeo, siriaco, aramaico. Tutti insegnamenti impartiti e cattedre ricoperte da eminenti personalità, in seguito estesi anche presso la locale università e gli istituti superiori di cultura classica. Nel passato centro di attività intellettuale e sede del centro di Studio Generale di Teologia, il convento annovera tra i suoi ministri:
- Francesco della Rovere in seguito divenuto Papa Sisto IV reggente 1446 - 1447[40]
- Pietro di Foix il Giovane cardinale[40]

La struttura possiede 2 chiostri:
- Un chiostro contiguo nella parte settentrionale con sarcofagi posti alle pareti. Nel muro corrispondente alla chiesa è documentata una tavola dipinta con la "Madonna dell'Umiltà", raffigurante una Vergine con Bambino del 1346 di Bartolomeo Pellerano da Camogli, oggi l'opera è custodita nella Galleria Regionale della Sicilia di «Palazzo Abatellis» di Palermo. Lo stesso per scene riproducenti i Misteri della passione. Il colonnato è realizzato da Gabriele di Battista in collaborazione con Andrea Mancino e diretto dal maestro Matteo Carnilivari, manufatto di 14 colonne e capitelli.[41]
  - A occidente è documentato l'ingresso della primitiva "Cappella dei Genovesi" del 23 maggio 1480, XIII indizione, dedicata a San Giorgio. L'area corrisponde all'antisacrestia del tempio, concessa dal viceré di Sicilia Gaspare de Spes e denominata "CAPELA MERCATORVM GENVENSIVM".[42] Oltre a numerose sepolture, nella cappella è documentata la scultura "San Giorgio e il Drago" con sei medaglioni raffiguranti "San Giovanni Battista", "Santo Stefano", "San Girolamo", "San Lorenzo", "San Cristoforo", "San Sebastiano" e gli stemmi della Repubblica di Genova oggi assemblata col "Portale di San Ranieri" nella seconda cappella della navata sinistra della basilica.
  - Alcuni ambienti costituiscono il vestibolo alla sacrestia con sculture raffiguranti San Lorenzo, San Siro vescovo di Genova e lo stemma della famiglia Della Rovere.[43] Parte dell'ala del convento nel XV secolo è ceduta alla facoltosa e fiorente colonia dei Genovesi esistente a Palermo per impiantarvi un oratorio. Domenico Gagini decora l'artistico chiostro con colonne marmoree e capitelli, opere oggi scomparse;
- Un chiostro adiacente al primo di forma più allungata;
- Un piccolo orto alle spalle delle absidi oggi trasformato in giardino.

Nel XVIII secolo è aggiunta l'ala meridionale e prolungata l'ala settentrionale, è inoltre costruito il noviziato ove oggi risiedono i frati. La scala d'accesso ai dormitori costituisce elemento artistico d'importante rilevanza.
Per le dimensioni il convento è stato mira del governo borbonico prima e in seguito di quello italiano. Trasformato in caserma e ospedale dalle truppe borboniche, nel 1848 vi si riuniscono le Camere del Parlamento Siciliano.
Il 18 ottobre 1863 è occupato da truppe militari, nel 1865 è destinato a Corte di Assise, nel 1866 tutti i religiosi sono costretti ad abbandonarlo.
Dopo l'emanazione delle leggi eversive il patrimonio librario confluì parzialmente nelle strutture della Biblioteca comunale di Casa Professa.
Alcuni locali sono attualmente occupati dall'Archivio storico Comunale, dalla Biblioteca Francescana, dalla Pinacoteca Provinciale e dall'Officina di studi medievali.

### Oratori
Nelle strutture avevano sede:
- Confraternita di San Giorgio dei Genovesi.
- Confraternita del Porto e Riporto di Maria Santissima Immacolata ubicata nel secondo chiostro del convento.
- Confraternita di Maria Santissima della Purità o «della Scopa» con sede nell'Oratorio della Purità ubicato nel secondo chiostro del convento.
- Compagnia del Trionfo di Maria Immacolata.
- Compagnia di San Francesco.
- Oratorio di San Lorenzo sede della Compagnia di San Lorenzo.
- Oratorio dell'Immacolatella.
- Oratorio dei Nobili e Capomaestri, in essa è attestata la Congregazione dei Nobili e Capomaestri, sotto il titolo di «Maria Santissima Immacolata Concezione» altrimenti nota come Confraternita di Maria Santissima Immacolata detta di «Un Mastro e un Cavaliere», ubicata nel primo chiostro del convento. Sopra gli scranni lignei si sviluppa la decorazione a tempera. La volta è ornata con motivi trompe-l'œil intorno a un tondo centrale raffigurante due angeli che reggono il monogramma della Vergine. L'apparato decorativo è dedicato alle virtù mariane, con iscrizioni e motti contenuti in finte volute.

## Personalità e famiglie sepolte o ricordate in San Francesco
{Sezione e elenco in aggiornamento}
Alla stessa stregua della Chiesa di San Domenico che dalla metà del XIX secolo è adibita a Pantheon dei siciliani illustri, anche la basilica e le dipendenze dei francescani alla Kalsa si prestano ad ospitare le sepolture delle potenti famiglie committenti. Sin dalle origini nel XIII secolo ogni singolo spazio è deputato alla costruzione di memoriali per la celebrazione dei potenti, insigni, influenti insediatisi a Palermo, nuclei giunti in epoca normanna e incrementatisi durante le vicende politiche e gli intensi scambi commerciali nelle epoche svevo - angioino - aragonese - spagnola.
In tutti gli ambienti sono allocate intere cappelle, ipogei, lapidi, tombe, sarcofagi, cenotafi, stemmi, raffigurazioni di blasoni e targhe che ne commemorano e perpetuano il patrocinio, il ricordo, la posizione, la fama e le opere.
Si possono ammirare tra le già citate opere architettoniche, opere scultorie di Antonio di Belguardo, Antonio Scaglione, Giuseppe Giacalone, Francesco Laurana, Pietro de Bonitate, Gabriele di Battista, Domenico Pellegrino, Iacopo de Benedetto, Domenico Gagini, Antonello Gagini, Antonio Gagini, Giacomo Gagini, Giuliano Mancino, Antonio Berrettaro, Antonello Crescenzio, Cesare da Sesto, Mariano Smiriglio e Vincenzo da Pavia, molto spesso, espressioni artistiche d'altissimo pregio. Un'escursione tra le navate, fra gli stemmi presenti nel coro, capitelli sparsi nei chiostri e negli ambienti del convento consente di stilare il seguente elenco:
- Abbate nucleo storico familiare d'origine napoletana;
- Abatelli o Patella nucleo storico familiare d'origine lucchese;
- Afflitto nucleo storico familiare d'origine napoletana;
- Ages o Liages o Lisages nucleo storico familiare d'origine catalana;
- (D')Agostino nucleo storico familiare d'origine catalana (spagnola), pisana e siciliana, insieme ai nuclei dei Federico e degli Omodei detiene il patrocinio della terza cappella;
- Aiutamicristo o Ajutamicristo nucleo storico familiare d'origine pisana;
- Arrighetti detiene il patrocinio della "Cappella della congregazione del Porto e Riporto";
- Bardi alias Mastrantonio nucleo storico familiare d'origine fiorentina. Il portale costituisce l'arco d'ingresso della quarta cappella sinistra. Antonio Mastrantonio barone di Calcusa o Fontanamurata e Aci è sepolto nella quinta cappella. L'arco è stato spostato dalla quinta alla quarta cappella dopo il periodo bellico per via delle distruzioni apportate dai bombardamenti del secondo conflitto mondiale;
- Barresi, insieme ai nuclei dei Campo detiene il patronato dell'ottava cappella sinistra;
- Basadone nucleo storico familiare d'origine genovese, sepolture nella primitiva "Cappella di San Giorgio" ubicata nell'area del Convento;
- Bellacera nucleo storico familiare d'origine pisana, detiene il patronato della "Cappella di San Francesco d'Assisi";
- Bologna o Beccadelli di Bologna nucleo storico familiare d'origine bolognese, titolare del patrocinio della "Cappella di San Bernardo" localizzata nelle adiacenze della quarta colonna destra. Ottengono la quarta cappella sinistra denominata "Cappella dei Tre Re" divenuta "Cappella di Santa Elisabetta";
- Bonanno nucleo storico familiare d'origine pisana, titolari del patrocinio della "Cappella di Sant'Antonio" addossata al pilastro sinistro, titolare successivamente della "Cappella di Dio Padre" documentata sotto il campanile;
- Branci o Branchi titolari della "Cappella dei Tre Re" divenuta "Cappella di Santa Elisabetta" e passata ai Crispo quindi ai Beccadelli di Bologna;
- Calvello o Caravello nucleo storico familiare d'origine veneziana, titolari del patrocinio della "Cappella del Santissimo Crocifisso";
- Campo nucleo storico familiare d'origine pisana, titolari del patrocinio dell'ottava cappella di sinistra o "Cappella della Madonna del Rosario";
- Cangialosi giureconsulto, titolare del patrocinio della "Cappella Cangialosi" o "Cappella Santa Barbara" addossata alla prima colonna della navata sinistra ove era documentata una preesistente statua di San Giuliano.[27]
- Caprona o La Caprona nucleo storico familiare d'origine pisana, titolari del patrocinio della "Cappella di San Paolo", segue il patronato della "Cappella della Madonna degli Angeli" terza cappella destra passata in seguito ai Rivarola;
- Castrone;
- Chiaromonte nucleo storico familiare d'origine francese;
- Chirco titolari del patrocinio della cappella posta nella controfacciata;
- Di Francesco titolari assieme alla famiglia Spadafora o Spatafora del patrocinio della cappella contigua e al di fuori della primitiva "Cappella Mastrantonio";[18]
- Federico;
- Filangieri nucleo storico familiare insediatosi a Palermo in epoca normanna, titolari del patrocinio del chiostro e andito sacrestia;
- Galletti nucleo storico familiare d'origine pisana;
- Grua o La Grua nucleo storico familiare d'origine pisana, rappresentata dalla figura di "Ubertinus La Grua Miles Baro Careni Prorex Vallis Mazariæ obiit anno 1410.", Viceré della Valle di Mazara, Maestro Razionale del Regno, Consigliere di Stato di re Martino il Giovane;[44]
- Grutta o La Grutta, titolari del patrocinio della terza cappella destra condivisa coi Rivarola;
- Henriquez o Cabrera-Henriquez nucleo storico familiare d'origine catalana; la miyor vida es aquilla dol el fine es comienzo della.....
- Imperatore titolari del patrocinio della seconda cappella sinistra;
- Luna nucleo storico familiare d'origine asturiana;
- Migliaccio coi Filangieri titolari del patrocinio della "Cappella dell'Immacolata Concezione";
- Moncada
- Napoli;
- Omodei;
- Paruta nucleo storico familiare d'origine veneziana;
- Platamone con gli Alliata nucleo storico familiare d'origine pisana, detentori del patrocinio della prima cappella sinistra o "Cappella della Madonna della Neve";
- Porto o Lo Porto;
- Ram o Ramo nucleo storico familiare d'origine catalana, detentori del patrocinio della "Cappella delle Stimmate di San Francesco" divenuta "Cappella del Beato Gerardo Cagnoli" sesta cappella della navata sinistra;
- Reggio o Riggio detentori del patrocinio della settima cappella sinistra o "Cappella di San Giovanni Evangelista";
- Renda cappella esterna alla primitiva "Cappella Mastrantonio" o Bardi, già patrocinata dai Di Francesco e Spatafora;
- Ribasaltes nucleo storico familiare d'origine catalana;
- Rivarola;
- Spadafora o Spatafora rappresentato da Guglielmo Spadafora capitano di giustizia, titolari assieme alla famiglia Di Francesco del patrocinio della cappella contigua e al di fuori della primitiva "Cappella Mastrantonio";[18]
- Spinola nucleo storico familiare d'origine genovese;
- Spucches nucleo imparentato coi Filangieri titolare del patrocinio della "Cappella dell'Immacolata Concezione";
- Tignoso o Del Tignoso nucleo storico familiare d'origine pisana;
- Vanni nucleo storico familiare d'origine pisana; titolare del patrocinio della quarta cappella sinistra che titoleranno "Cappella dell'Angelo Custode".

Elenco dei personaggi illustri commemorati nella basilica:
- Papa Innocenzo XI, celebrato con un busto;
- Lauria Francescano cardinale;
- Giovanni Meli, poeta e drammaturgo, medaglione scolpito opera di Valerio Villareale;[7]
- Girolamo Beccadelli Bologna vescovo di Siracusa;
- Marta Bonanni letterata, sepolcro allocato presso il quarto pilastro;
- Pulpito.
- Carlo Napoli, giureconsulto, ricordato con un busto marmoreo;
- Nicola Napoli;
- Gerardo Valenziano Beato, il corpo racchiuso in una cassa d'argento è custodito in sacrestia;
- Giovanni Meli.
- Filadelfo Mugnos, storico.

### Chiostro
Altre personalità sepolte o celebrate nel Convento e nei Chiostri:
- "Cappella dei Santi Quattro Coronati" della corporazione dei marmorari o scultori.
  - Domenico Gagini;[46]
  - Antonello Gagini;
  - Fazio Gagini;
  - Giuliano Mancino.

## Chiesa di San Niccolò lo Reale
Immediatamente dopo la sua costituzione nel 1541, presso questo tempio, ebbe temporaneamente sede la Nobile e Primaria Real Compagnia del Santissimo Crocifisso sotto il titolo «dei Bianchi».

### Arciconfraternita di San Niccolò lo Reale
- 1306, Fondazione del sodalizio.[48]

#### Chiesa antica
- 1388, Ruolo dei Confrati defunti, tempera su tavola commissionata dalla Confraternita dei Disciplinanti, opera di Antonio Veneziano custodita nel Museo Diocesano.
- 1419, Incoronazione di Maria Vergine raffigurata tra San Giovanni Battista e San Nicola di Bari, tempera su tavola, opera del cosiddetto Maestro delle Incoronazioni,[49] custodita nel Museo Diocesano.
- 1488, È documentato il dipinto autografo "THOMAVS DEVIGILIA PINSIT MCCCCLXXXVIII" su tavola raffigurante San Nicola di Bari di Tommaso De Vigilia.[50]
- 1590, È documentata la rappresentazione Distruzione di Gerusalemme di Gaspare Sicco.

#### Chiesa
- 1611 - 1616, Il viceré di Sicilia Pedro Téllez-Girón, III duca di Osuna promuoveva le celebrazioni della festa di Sant'Antonio di Padova, manifestazioni che si concludevano col corteo processionale verso la chiesa di Sant'Antonio dei Barbieri ubicata nelle adiacenze di Palazzo Reale.
- 1783, Restauro dell'edificio. La costruzione più recente ingloba l'edificio più antico.[51] Impianto a tre navate divise da colonne con archi, cappellone e tre altari.

### Opera Navarro
- 1468, Fondazione caritatevole istituita dal regio algozirio (Ufficiale di Giustizia) Andrea Navarro.

## Voto solenne

### Giuramento 1624
Mentre imperversava la Peste di Palermo, il 27 luglio 1624, VIII indizione, è avanzata la proposta di porre l'intero Regno sotto la celeste guida della Vergine Immacolata. Il vescovo di Palermo, nel particolare frangente storico, massima autorità spirituale e temporale dell'isola, il 15 agosto effettua il voto. L'8 settembre, ricorrenza della Natività di Maria, il giuramento fu replicato anche dai ministri e deputati del Regno. Il 16 novembre seguì la conferma dei propositi con la proclamazione dell'Immacolata Concezione a Patrona cittadina, celebrazioni da solennizzare per la ricorrenza dell'8 dicembre presso la chiesa di San Francesco d'Assisi con l'istituzione dell'offerta di una somma di 100 onze da destinarsi in perpetuo per il decoro e ornamento della Cappella Senatoria.
Testo del voto solenne pronunciato in cattedrale da Giannettino Doria, cardinale e arcivescovo della diocesi, governatore come luogotenente e presidente del Regno.
Ad tuæ Majestatis pedes, o Cœli, terræque Regina, provoluti,
Nos Cardinalis Joannettinus Doria Archiepiscopus Panormitanus, et Capitulum, et Clerus Metropolitanæ Ecclesiæ Panormitanæ, et
Nos Senatus, Populusque Panormitanus, Sanctissimi Domini nostri Domini Urbani Divina providentia Papæ Octavi,
de tuæ gloriæ amplificatione benemeriti, ejusque prædecessorum Romanorum Pontificum, ac Sacrorum Conciliorum,
Tridentini præsertim, probatissimorum que Patrum, universo ferè populo Christiano plaudente, vestigiis inhærentes,
in hoc tibi Sacro Templo, in hoc nobis læta, et fausta solemnitate,
per merito Filii tui, Te jam ab ipsa æternitate sino peccato originali prævisam, et præservatam confitemur:
testamur que Deum, et Filium tuum, Nos hanc sententiam de tua originali præservazione, nostro jam dudum insitam pectori,
Deo inspirante constantissimè ad ultimum vitæ spiritum retenturos, atque à Nostris, quantùm in nobis fuerit, teneri, ac doceri,
Deo adjuvante curaturos: et insuper Conceptionis tuæ Sacratissimum diem festivitate solemni, ac ipsius pervigilium Ecclesiastico jejunio celebraturos.

Ita vovemus. Ita spondemus. Ita juramus.
Sic nos Deus adjuvet, et hæc Sancta Dei Evangelia.

Quam assertionem, votum, et juramentum ad pedes SS Domini nostri Domini Urbani Papæ Octavi submittimus, ut hec omnia apostolica benedictione promovere dignetur.
Tu ergo o fœlix, o summe fœlix Beatissima Virgo, que in eternitate ab ipso Deo electa fuisti, et preservata,
Sanctissimum Dominum nostrum Urbanum Octavum diuturnitate felicissime pacis amplifica;
Catholicum Regem nostrum Philippum, tue sine peccato Conceptioni constanter addictum, omnibus bonis accumula, et ineffabili pietatis tue largissimo dono diutiùs conserva:
Universæ Reipublice Christiane perpetuam pacem, ac tranquillitatem elargire, et ut Filius tuus nobis omnibus, et huic huic populo animorum puritatem,
corporum que incolumitatem concedat, et ab hac Civitate, ac toto Siciliæ Regno mortalitatis, et pestilentiæ flagellum avertat impetrare digneris piissima Mater. Amen.
Il giuramento e la conferma del voto da parte del Capitano e Giustiziere, Pretore e Senatori, Sindaco e Procuratore, fu pronunciato con la seguente formula:
Sic voveo, sic juro, sic me Deus adjuvet, et haec Sancta Dei Evangelia.
Il 7 dicembre 1624 furono donati nella divisa introdotta dagli spagnoli, l'equivalente corrispondente a scudi 197. Secondo la conversione delle divise dovevano essere corrisposti almeno 250 scudi a fronte delle 100 onze promesse.

### Giuramento 1655
Io Don Rodrigo de Mendoza, Sandoval, de la Vega e Luna, indignissimo Schiavo di Maria Santissima, Madre di Dio, sempre Vergine,
qui umilmente prostrato nel cospetto di Dio Onnipotente, Trino, ed Uno, Padre, Figliolo, e Spirito Santo,
ed alla presenza ancora della Sovrana Celeste Maestà della medesima Signora, Maria, Madre di Dio e di Santa Rosalia, di Tutti gli Angeli, e Santi del Cielo;
e di tutti costoro, che si trovano assistenti in questo Sagro Tempio, e precisamente del Sagro Consiglio,
intendo di tutto cuore, e protesto parimenti con la bocca che Maria sempre Vergine, degna, e verace Madre di Dio fatto uomo, fin dall'istante della sua Immacolata Concezione,
e dell'unione della sua anima santissima al suo purissimo corpo, fu per singolare privilegio della Santissima Trinità adornata della grazia santificante,
ed in riguardo dei meriti della passione, e morte del suo Santissimo Figliolo, ab aeterno preveduti e accettati in quel divino concistoro,
fu preservata dalla macchia del peccato originale, e conseguentemente con modo più rialzato, e più nobile di tutti gli altri figli d'Adamo, redento.

Così testifico e affermo in questa conformità Voto, e giuro di affermarlo, difenderlo, e sostentarlo fin all'ultimo fiato con tutto il capitale delle mie forze e per questa Santa Croce, e per questi Santi Evangeli.

Così anco intendo, e protesto in vigore della potestà dal Re Nostro Signore di Viceré, e Capitano Generale per sua Maestà in questo Regno,
ratificare, e rinnovare in nome di questa felice Città di Palermo, e di tutto il Regno,
li giuramenti, e voti, tant'anni sono, fatti sopra l'asserzione, e manutenzione di questo Mistero della Concezione Immacolato,
dalla memoria del Cardinale Don Giannettino Doria, Arcivescovo della Città, allora Presidente del Regno:
desiderando, che il tutto ceda a maggior gloria, ed onore della stessa Immacolata Signora; a beneficio, ed esaltazione universale di Santa Chiesa;
ad estirpazione di tutte le eresie, a pace, e concordia generale di tutti i Re, e Principi Cristiani;
a gloriosi aumenti dell'Augustissima Corona e invitta Monarchia Sua Maestà, ed a comune utilità di questa città, e Regno;
esortando tutte le altre Città, e Terre, così Demaniali, come Baronali, che ad imitazione nostra, e di questa felice Città
faccino quanto prima lo stesso voto, e giuramento.

Oggi 3 aprile 1655. Io Don Rodrigo de Mendoza Sandoval de la Vega, e Luna, Duca dell'Infantado, Vicerè e Capitano Generale per sua Maestà in questo Regno,
confermo quanto di sopra.
Il 2 agosto 1655 il Viceré di Sicilia Roderigo Mendoza y Roxas y Sandoval, duca dell'Infantado, invitò l'arcivescovo di Messina Simone Carafa, i vescovi Marco Antonio Gussio di Catania, Giovanni Antonio Capobianco di Siracusa, Ferdinando Sanchez de Cuellar di Girgenti, Juan Lozano di Mazara del Vallo, Francesco Gisulfo e Osorio di Cefalù, Ludovico Alfonso de Los Cameros di Patti e vescovo supplente di Monreale, esortandoli a fare lo stesso voto e promuoverlo nelle rispettive diocesi.

## Galleria d'immagini

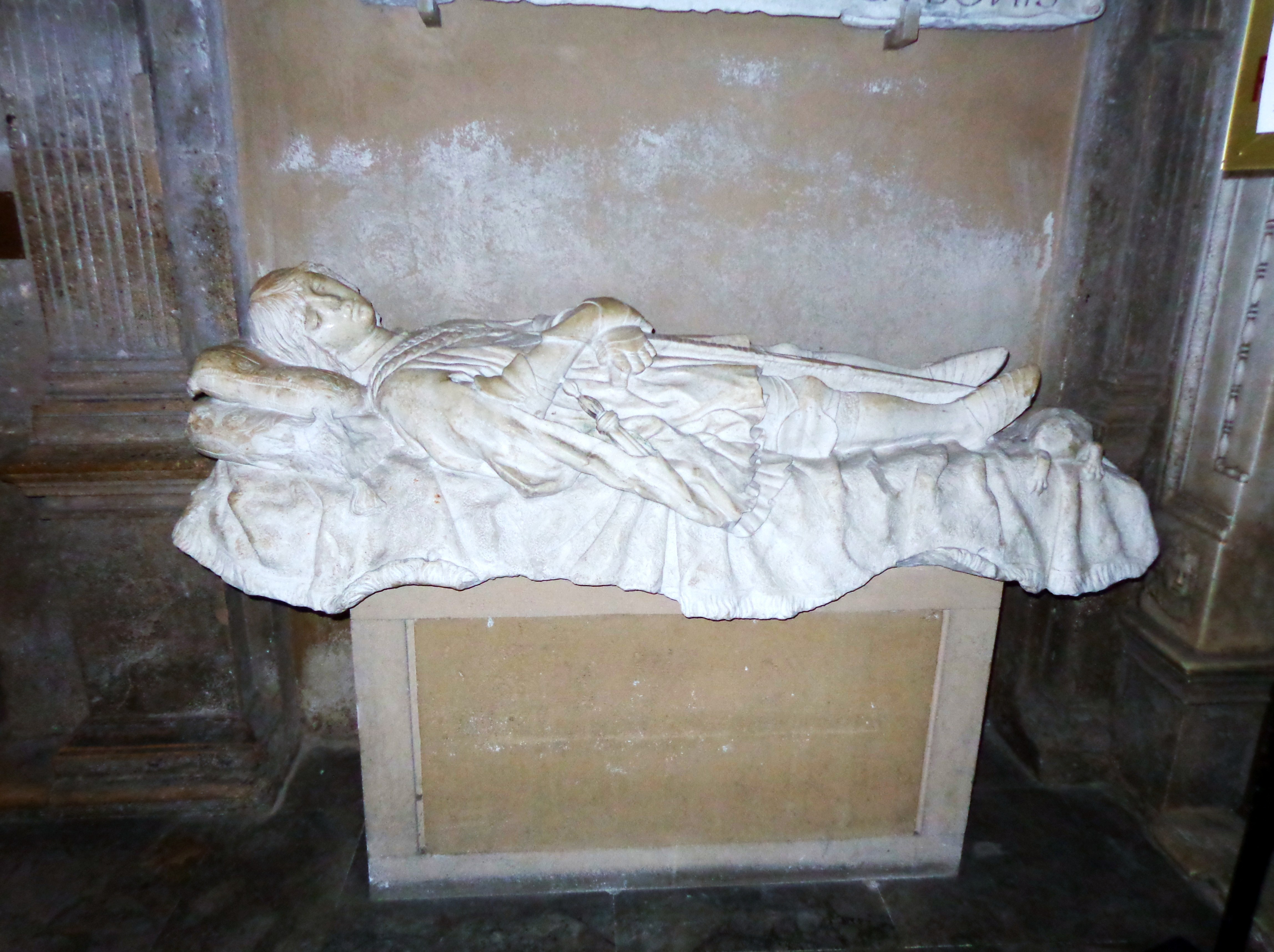
Coperchio Sarcofago di Antonello Speciale Cappella della Madonna del Rosario
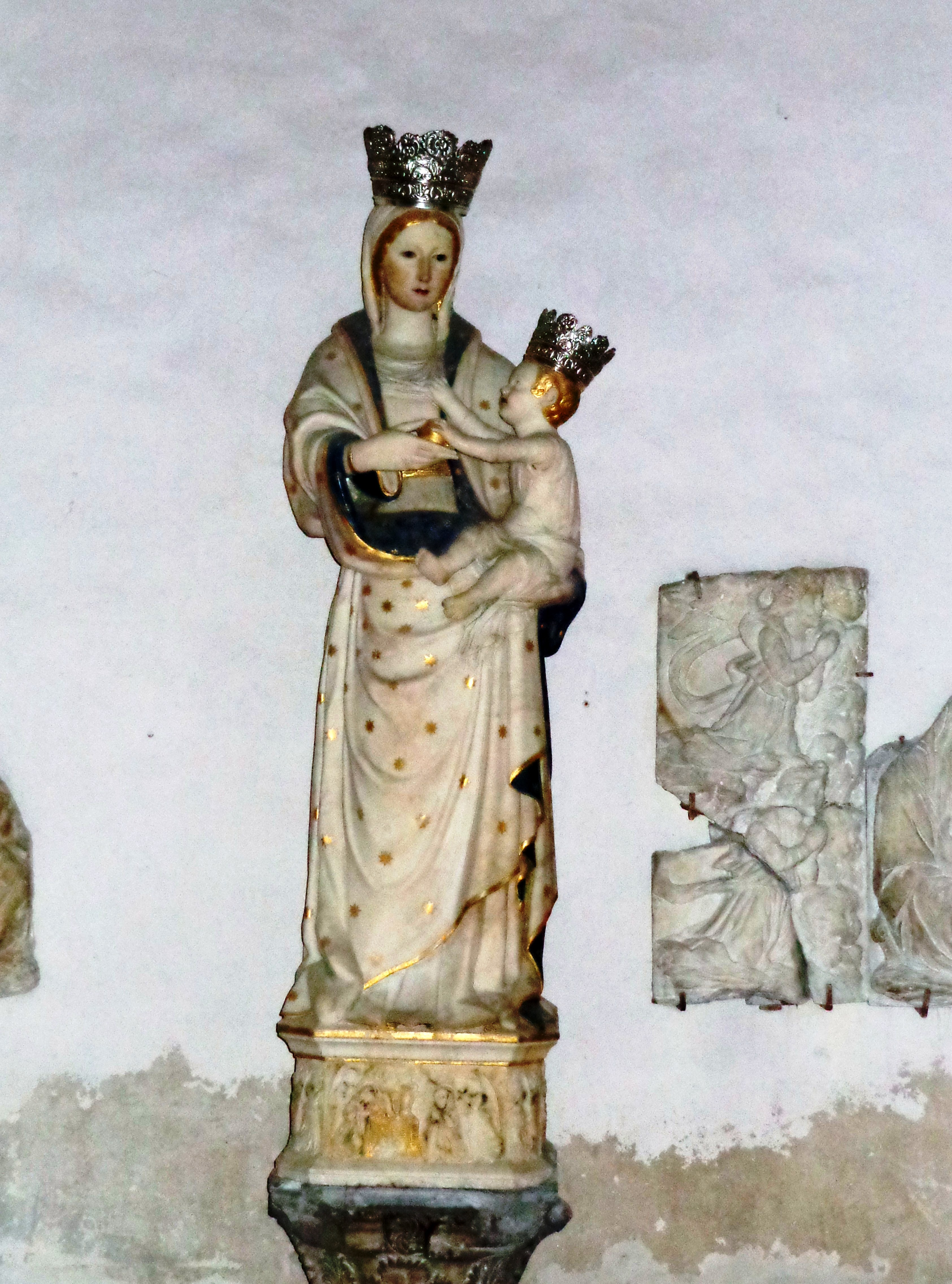
Statua della Vergine con Bambino
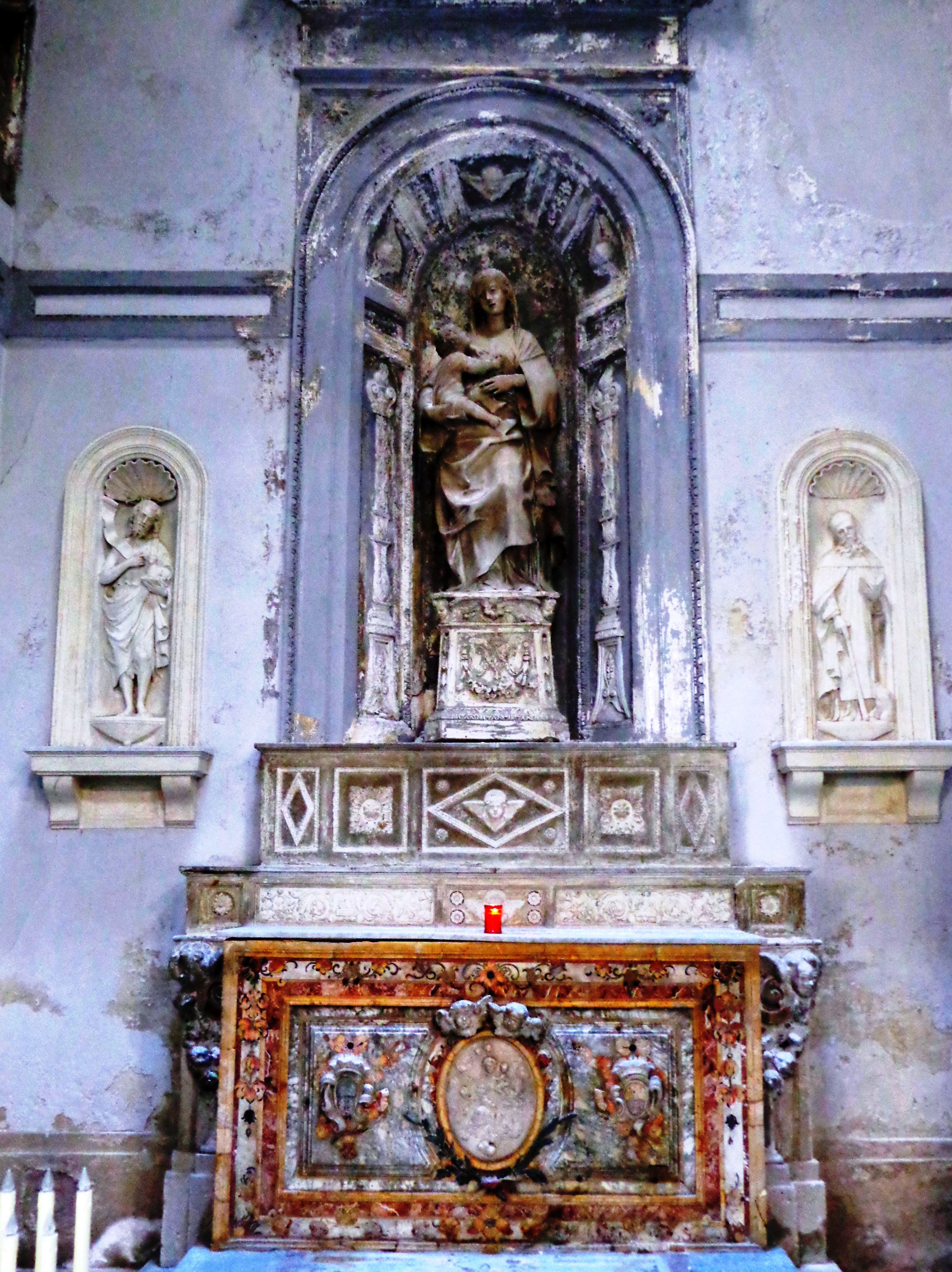
Altare Vergine con Bambino
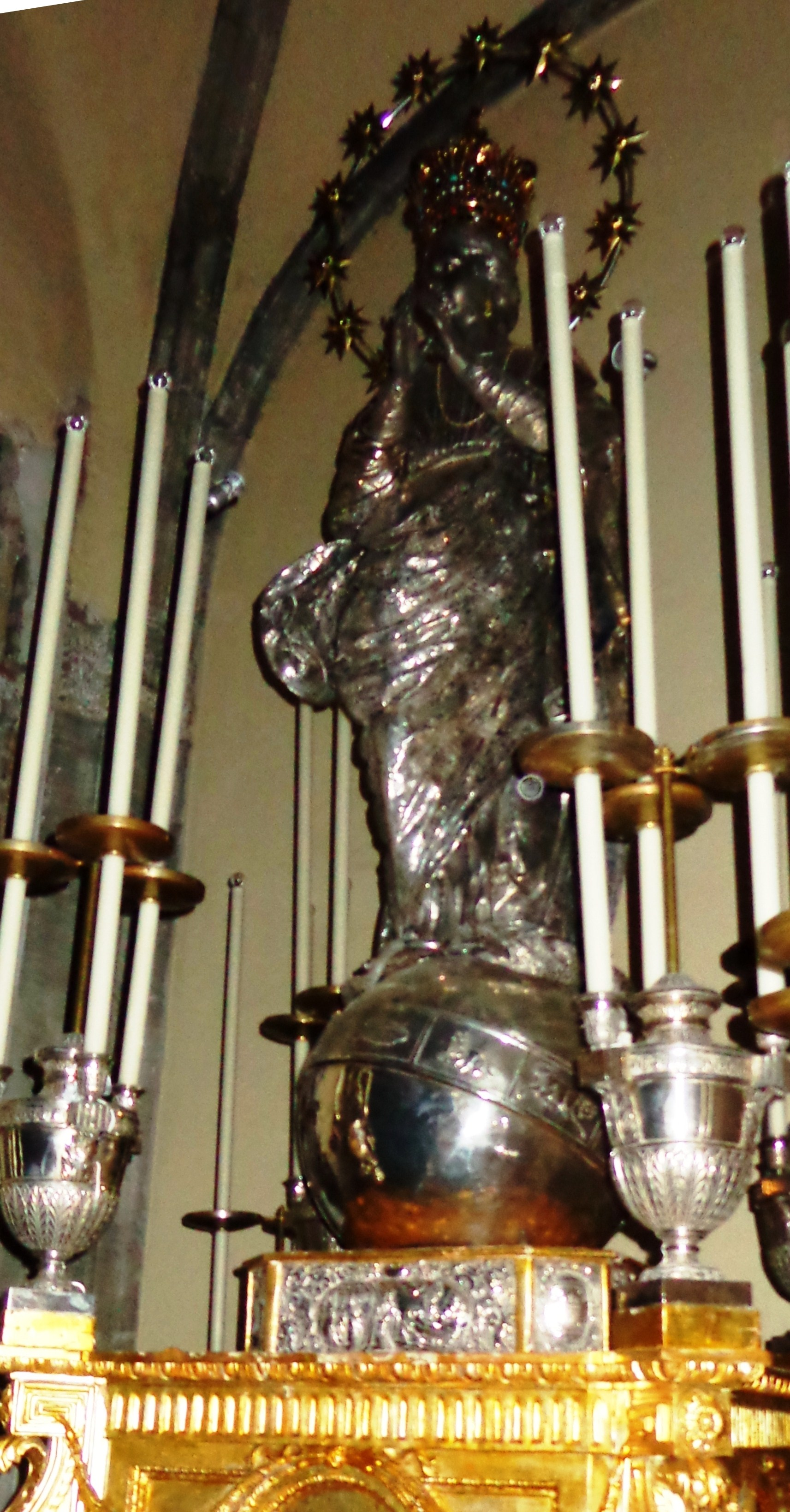
Statua processionale dell'Immacolata Concezione
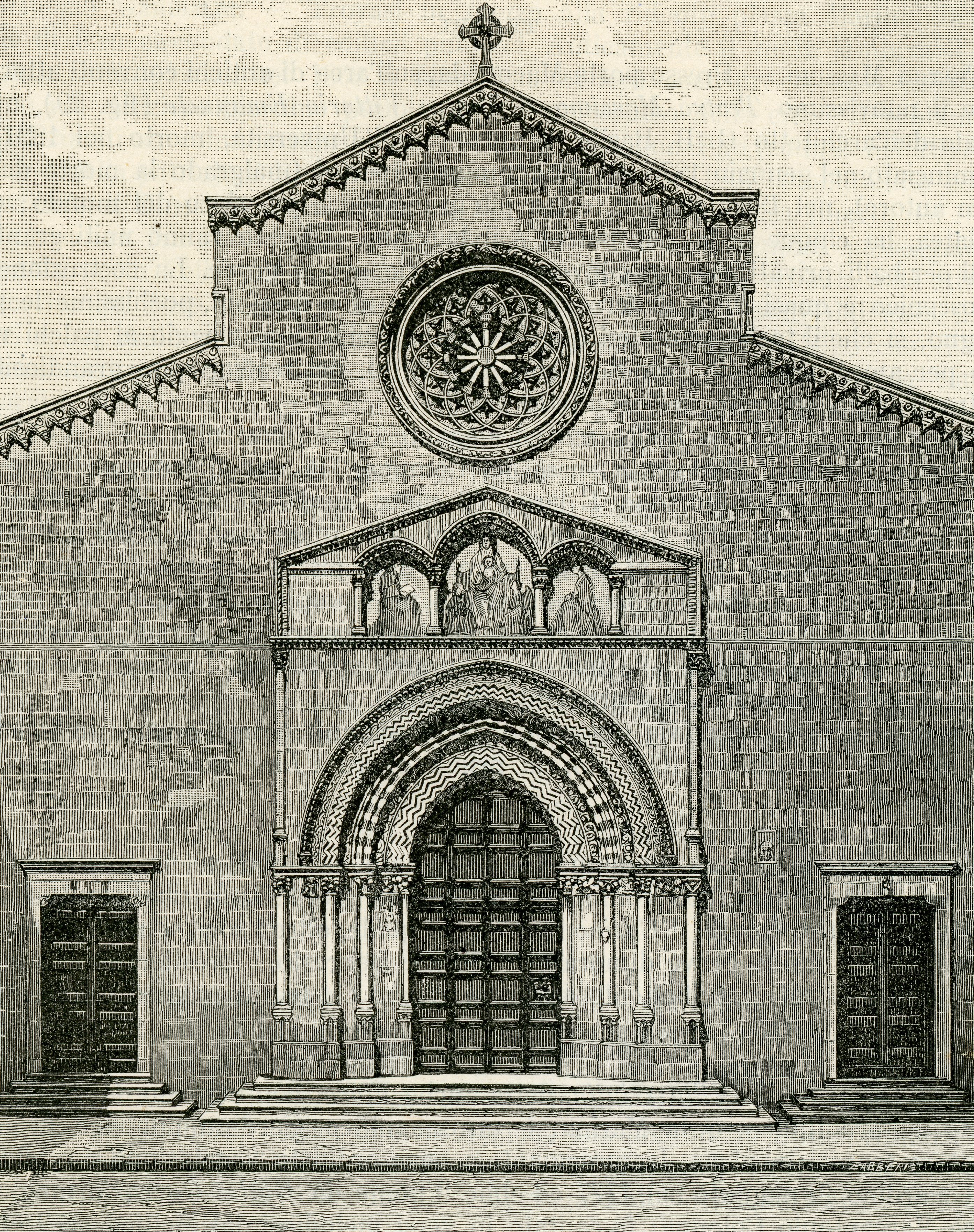
Chiesa di San Francesco d’Assisi (xilografia di Barberis 1892).

## Funzioni religiose
La basilica ricopre un ruolo di elevata importanza nella cultura religiosa palermitana. In essa, infatti, risiede il simulacro dell'Immacolata Concezione.
- 8 gennaio, "Te Deum" di ringraziamento nella "Cappella dell'Immacolata Concezione" per lo scampato pericolo derivante dal terremoto del Val di Noto del 1693, funzione documentata.[58][59]
- Domenica di Settuagesima, Processione della «Bolla della Santissima Crociata» fino alla Cattedrale, funzione documentata.[60][61]
- 4 ottobre, "Solennità di San Francesco d'Assisi" «Patrono d'Italia». Le cronache riferiscono della conduzione del simulacro del santo al monastero di Santa Chiara ove risiede per otto giorni.[62]
- 7 dicembre, Le cronache riportano il corteo processionale mattutino delle Compagnie di Nobili («Bianchi», «Carità» e «Pace») dalla chiesa di San Giuseppe dei Teatini fino alla basilica. Dopo i riti e le offerte è rinnovato il solenne giuramento. In serata il Senato Palermitano ripete la formula ottemperando al versamento pattuito delle 100 onze. A mezzanotte presente la Congregazione dell'Immacolata Concezione segue la solenne Messa Cantata secondo la bolla di Clemente XIV del 18 maggio 1770. Il digiuno per voto fatto dalla Città e dal Regno conclude le manifestazioni della giornata.[63][64]
- 8 dicembre, In epoca contemporanea è il sindaco a compiere la tradizionale offerta, a rinnovare il giuramento di fedeltà e a elevare la supplica con la quale impetrare la protezione della Beata Vergine per l'intera città e l'isola. Il simulacro è poi portato in processione fino alla Cattedrale passando per le vie del centro cittadino. La statua resta esposta in Cattedrale alla pubblica devozione fino alla domenica infra l'ottava.[65]